# Stiftung Sammlung E. G. Bührle

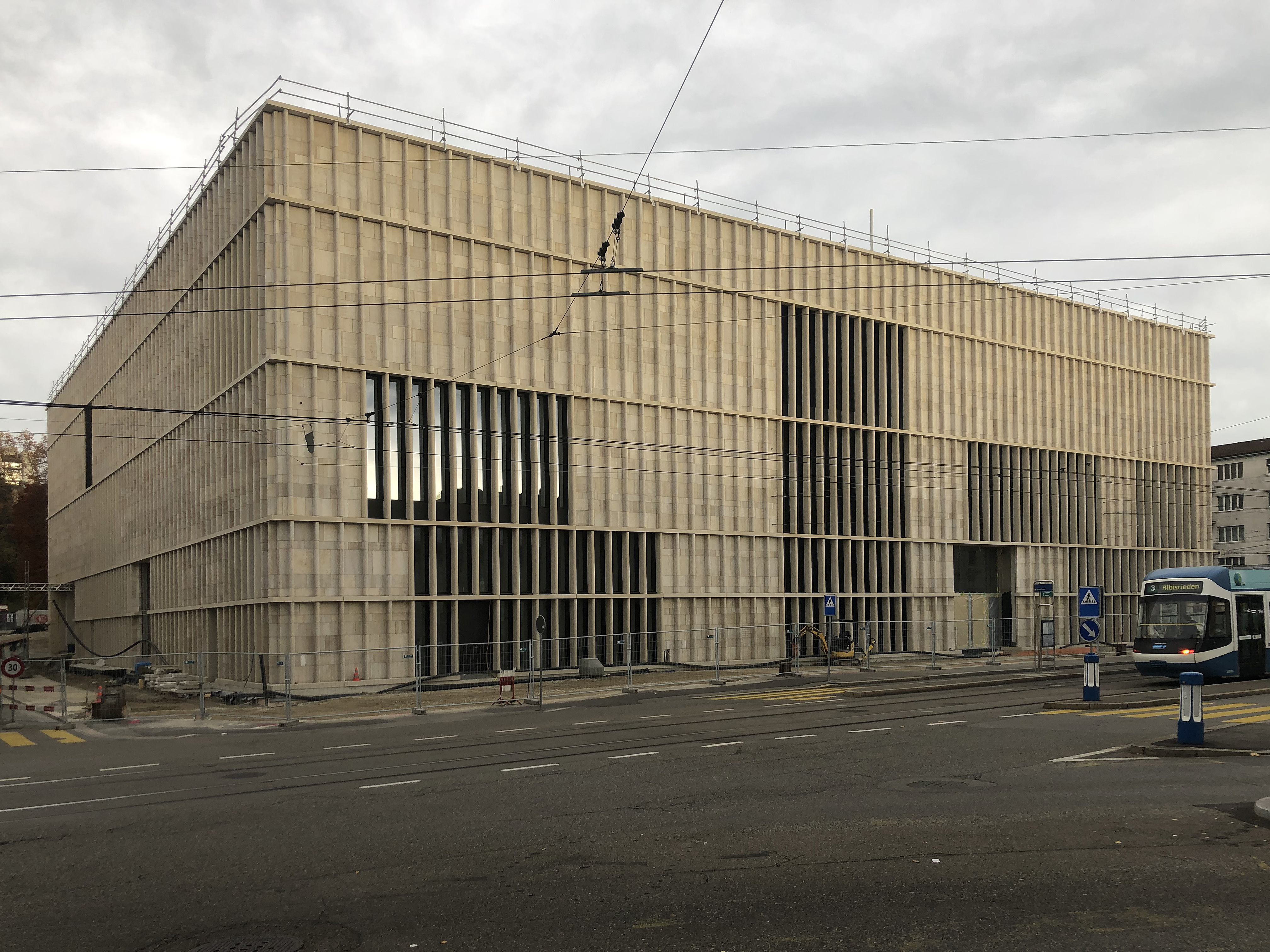
In Räumen im zweiten Obergeschoss werden die Kunstwerke der Sammlung seit 2021 präsentiert

Die Stiftung Sammlung E. G. Bührle wurde von den Erben des Schweizer Waffenproduzenten Emil Georg Bührle eingerichtet, um wesentliche Teile seiner Kunstsammlung der Öffentlichkeit zu zeigen. Von 1960 bis 2015 konnten diese Werke in einem eigenen Haus in der Zollikerstrasse in Zürich besichtigt werden. Seit dem 9. Oktober 2021 werden sie im Kunsthaus Zürich in einem neu erstellten Erweiterungsbau von David Chipperfield ausgestellt. Die Präsentation der Werke im Kunsthaus führte zu einer breiten Diskussion über die Person Emil Bührles und seine Rolle als Unternehmer im Zweiten Weltkrieg sowie um die Herkunft von einem Teil der Kunstwerke aus jüdischem Besitz.

## Sammlung
Der Kunsthistoriker Thomas W. Gaehtgens bezeichnete Bührle als einen «der profiliertesten Sammler des 20. Jahrhunderts» und lobte die «durchgängig erlesene Qualität der Werke», die sich im Besitz der Stiftung Sammlung E. G. Bührle befinden. Bührle selbst wies 1954 in seinem an der Universität Zürich gehaltenen Vortrag Vom Werden meiner Sammlung auf seine erste Begegnung mit Werken von Édouard Manet, Claude Monet, Pierre-Auguste Renoir, Edgar Degas und Paul Cézanne hin, die er 1913 in der Nationalgalerie in Berlin gesehen hatte. Hierbei entstand der Wunsch, solche Werke einmal selbst zu besitzen. Die ersten entsprechenden Ankäufe – eine Zeichnung von Degas und ein Stilllebengemälde von Renoir – folgten 1934, als Bührle entsprechende finanzielle Mittel zur Verfügung standen. Bis zu seinem Tod 1956 gelang es Bührle, zahlreiche Werke des Impressionismus und des Spätimpressionismus zu erwerben, von denen später eine grosse Gruppe in den Besitz der Stiftung Bührle überging. Zu den herausragenden Gemälden dieser Stile gehören Degas’ Madame Camus am Klavier, Renoirs Porträt von Irène Cahen d’Anvers und Zwei Mädchen und Manets Der Selbstmörder und Im Garten der Villa Bellevue. Hinzu kommen von Cézanne das Selbstbildnis mit Palette, Madame Cézanne mit dem Fächer und Der Knabe mit der roten Weste, von Pierre Puvis de Chavannes Der verlorene Sohn, von Paul Signac Die Hutmacherinnen, von Vincent van Gogh neben dem Frühwerk Kopf einer Bäuerin die späteren Arbeiten Die Seine-Brücken von Asnières, Selbstbildnis, Kastanienzweig und Der Sämann sowie von Paul Gauguin neben dem Frühwerk Die Strasse auch das späte Südseemotiv Die Opfergabe.
Bührle entwickelte seine Sammlung später auf nachfolgende Stile weiter bis hin zu den Werken der Fauves und des Kubismus. Zu den bekannten Gemälden des 20. Jahrhunderts in der Sammlung gehören Liegender Akt von Amedeo Modigliani, Lastschiff auf der Seine bei Le Pecq von Maurice de Vlaminck, Interieur von André Derain, Das Paar in der Loge von Georges Rouault und Jahrmarkt von Raoul Dufy. Hinzu kommen Der Hafen von L’Estaque und Violinspieler von Georges Braque sowie Blumen und Zitronen und Die Italienerin von Pablo Picasso.

Werke des 19. und frühen 20. Jahrhunderts
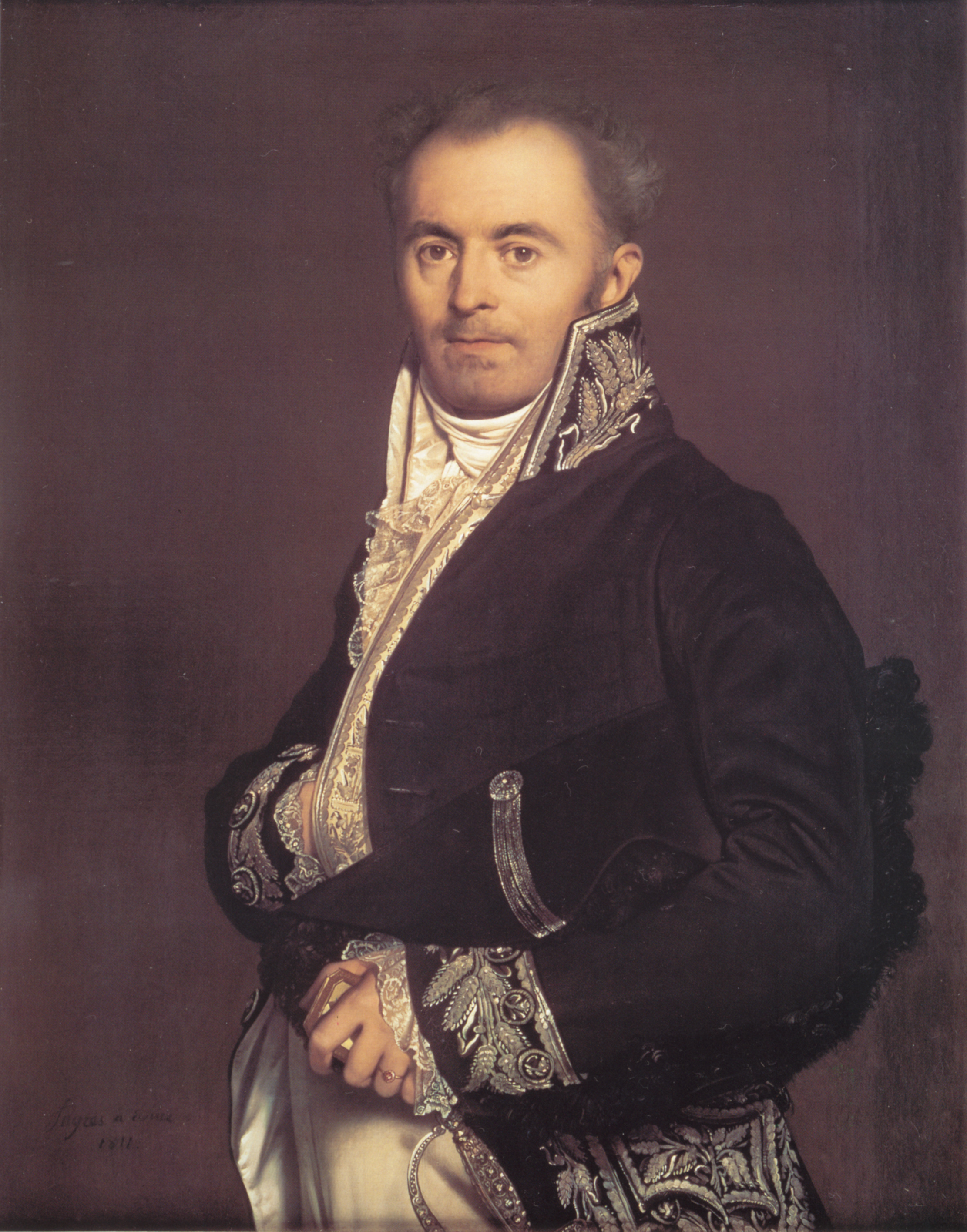
Jean-Auguste-Dominique Ingres: Hippolyte-François Devillers, 1811
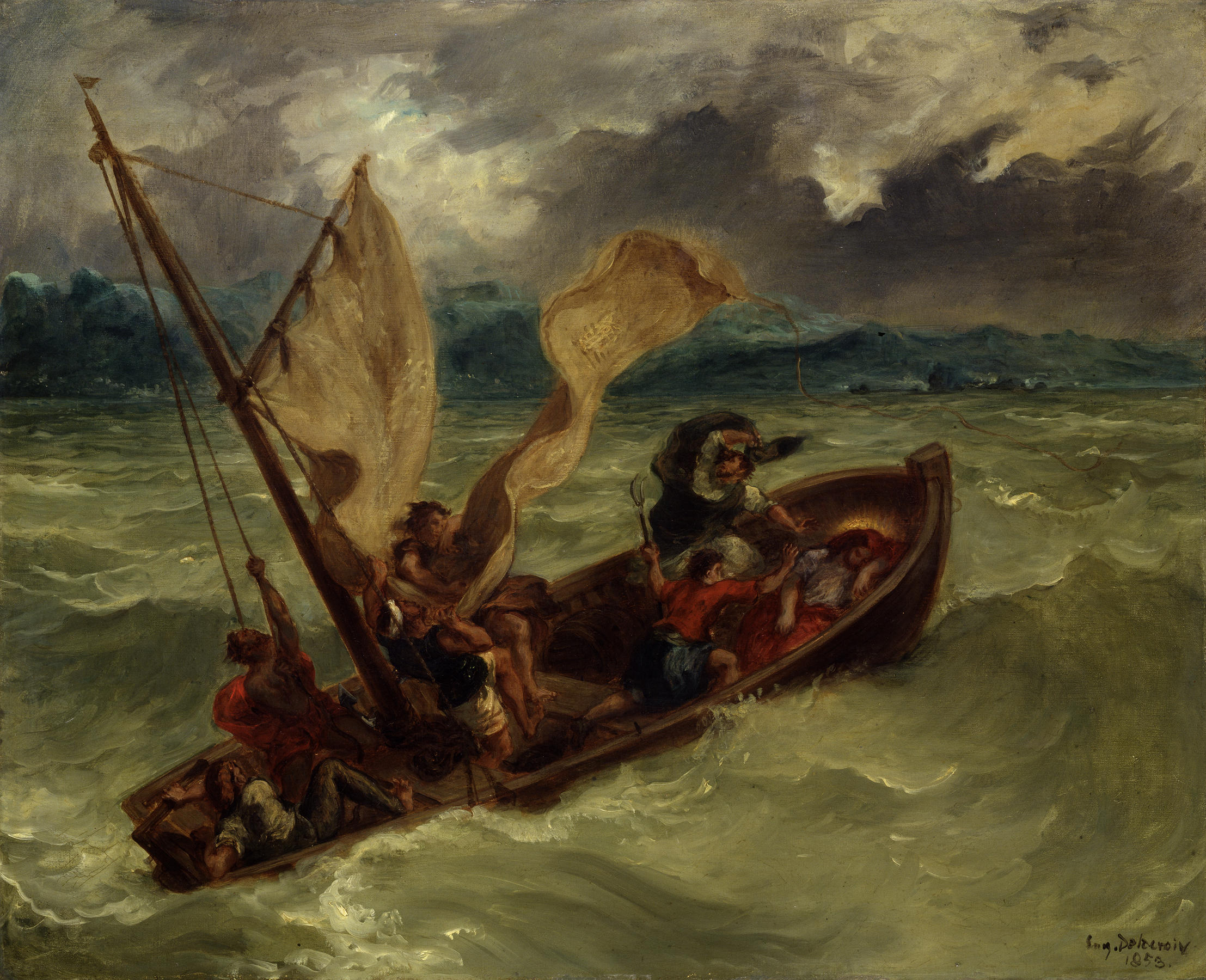
Eugène Delacroix: Christus auf dem See Genezareth, 1853
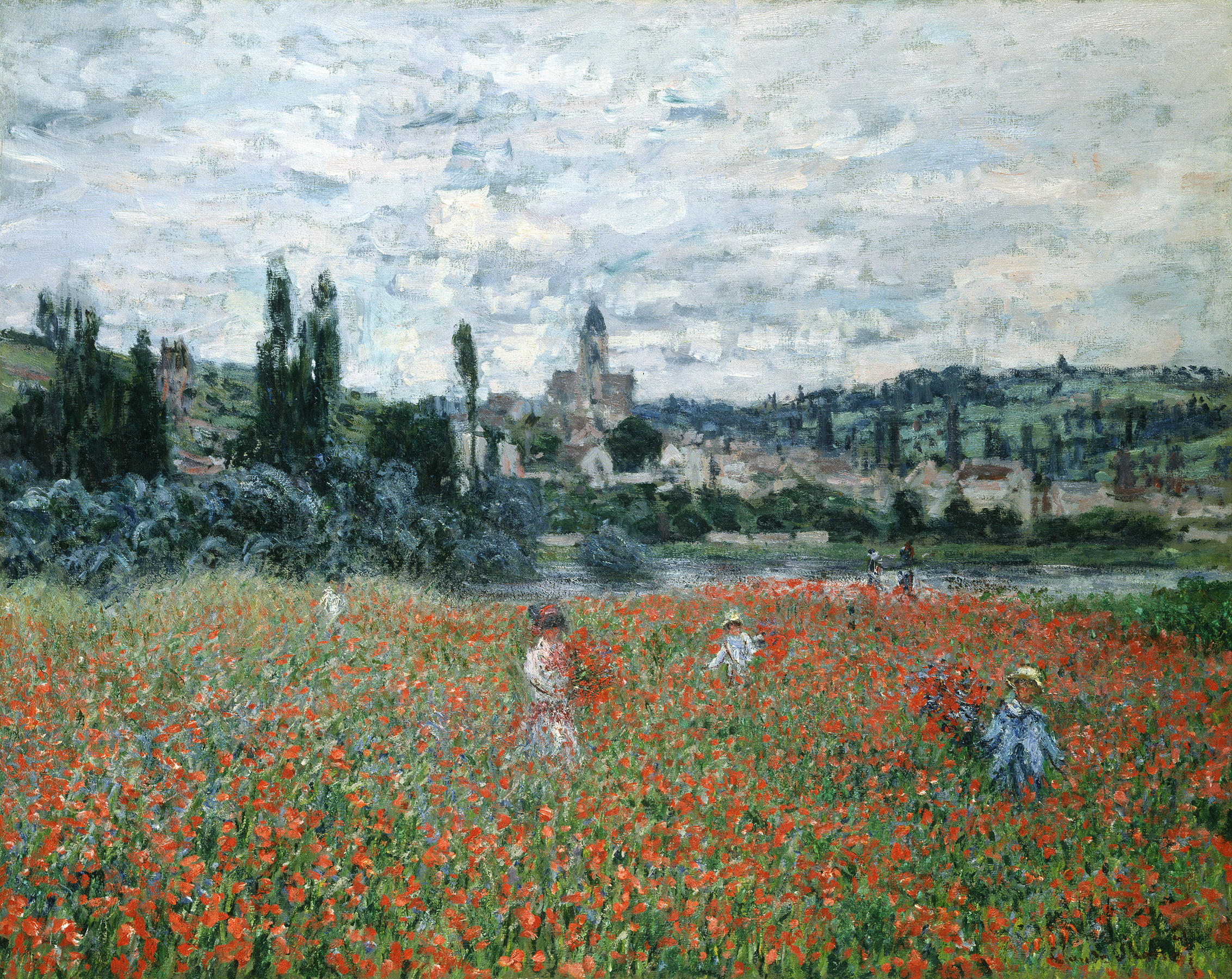
Claude Monet: Mohnfeld bei Vétheuil, um 1879
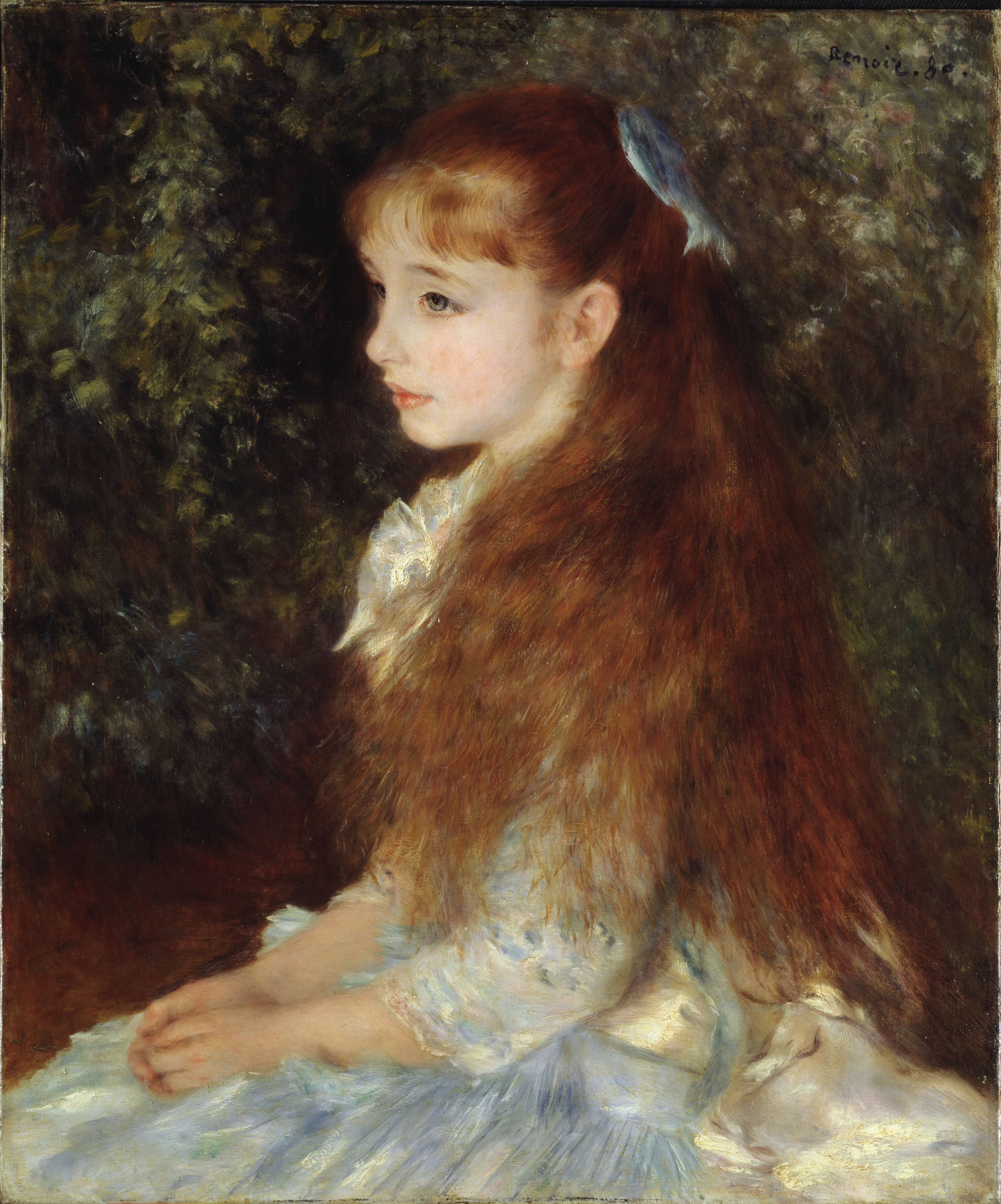
Pierre-Auguste Renoir: Porträt von Irène Cahen d’Anvers, 1880
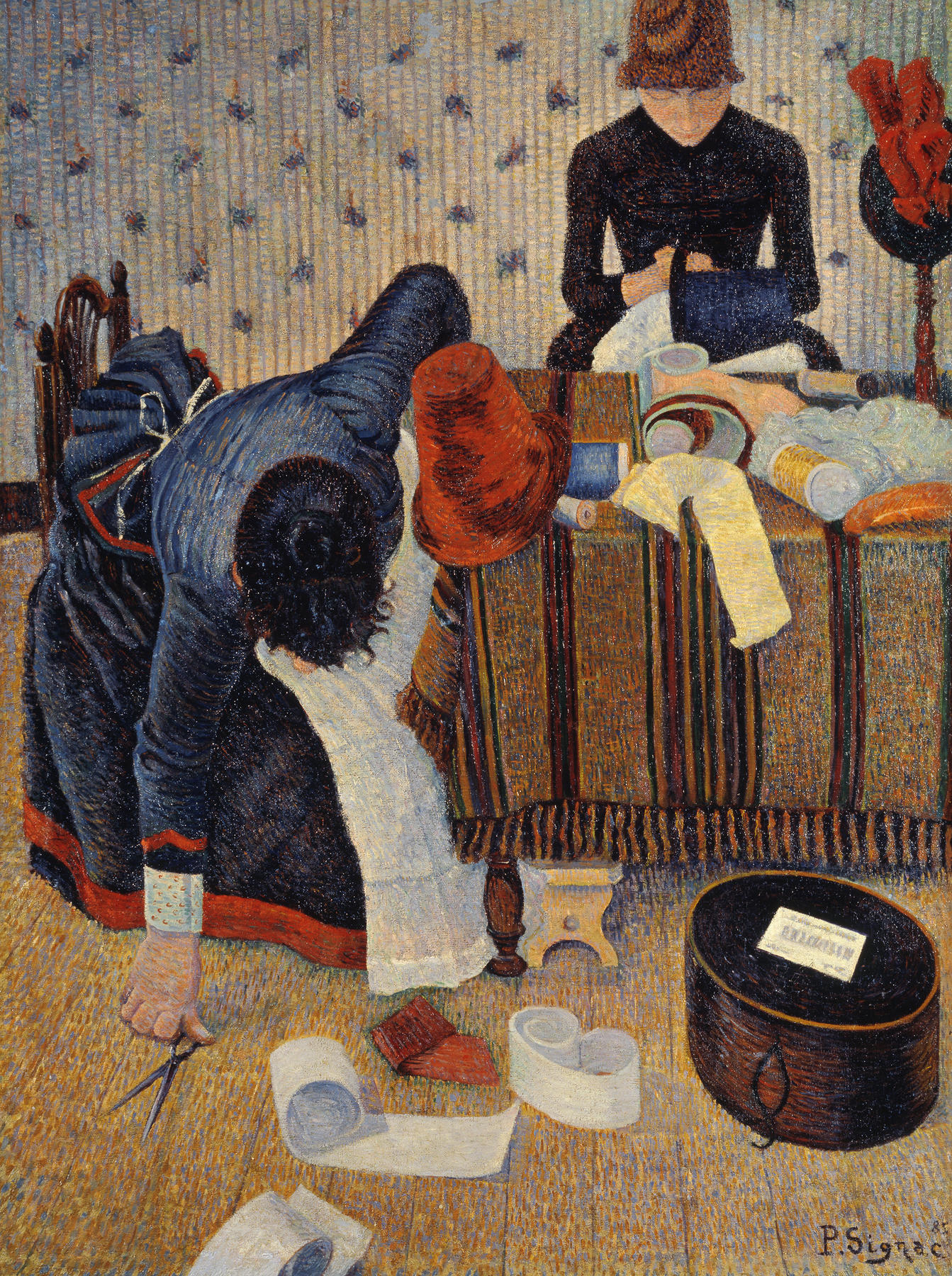
Paul Signac: Die Hutmacherinnen, 1885
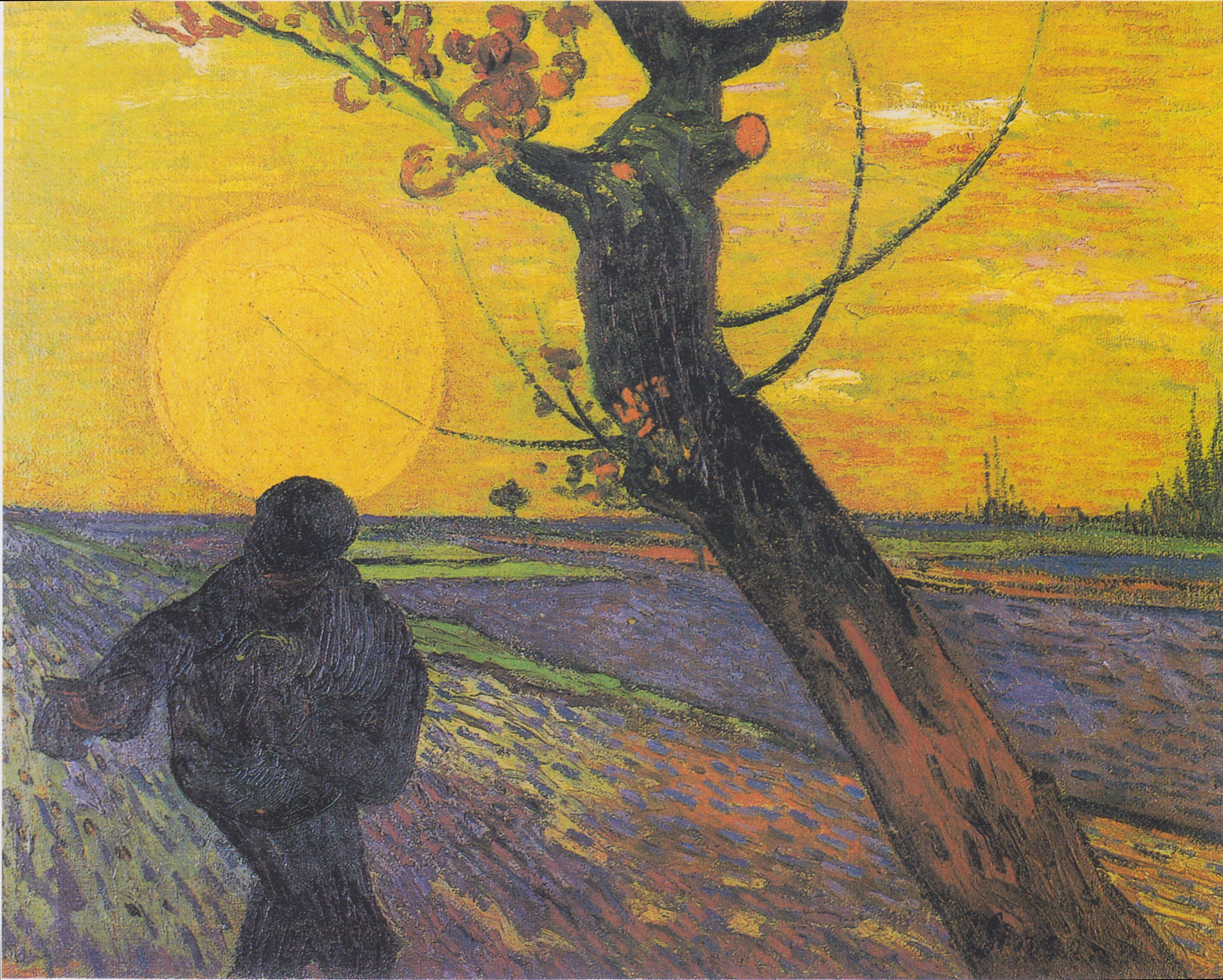
Vincent van Gogh: Der Sämann, 1888
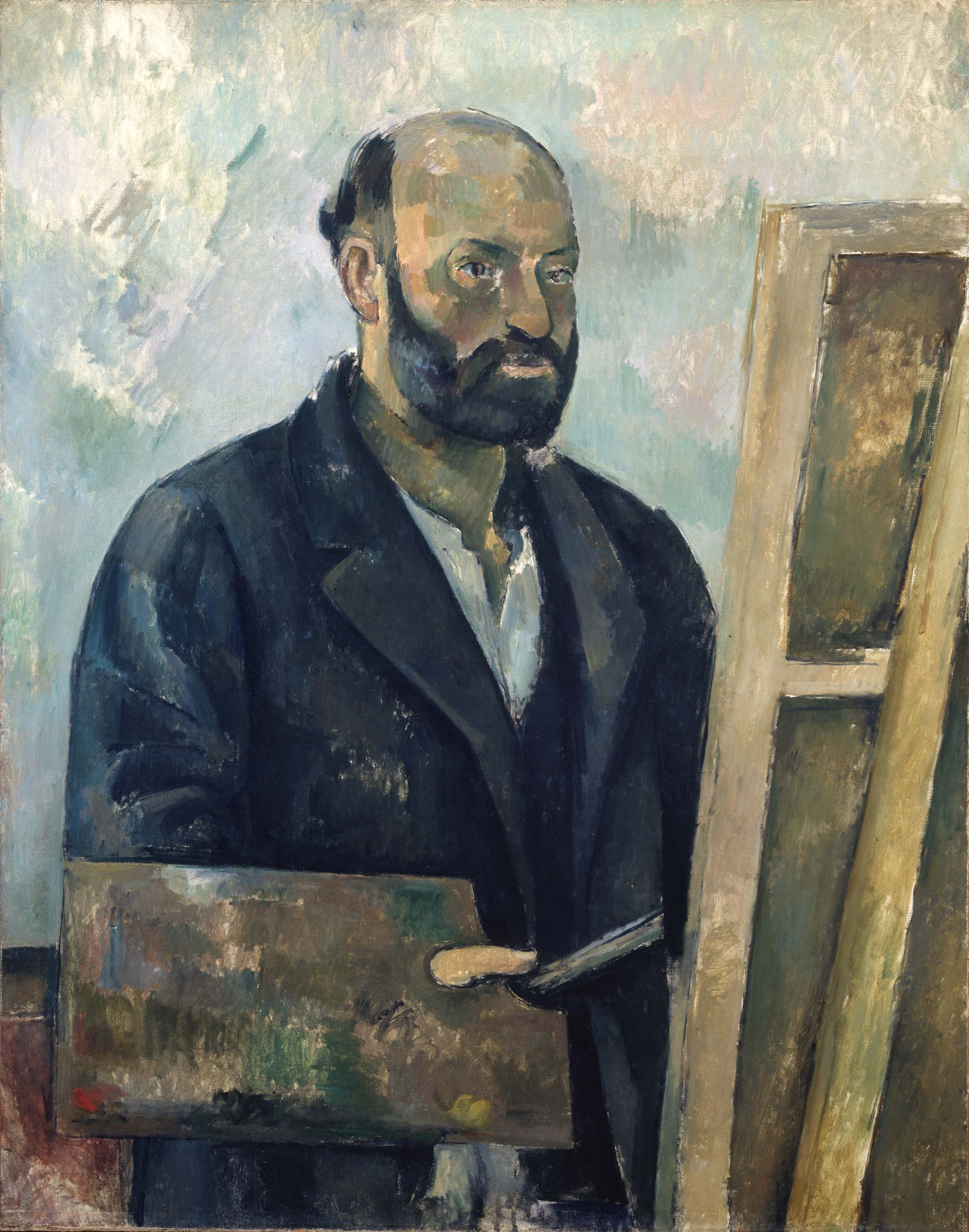
Paul Cézanne: Selbstporträt mit Palette, um 1890
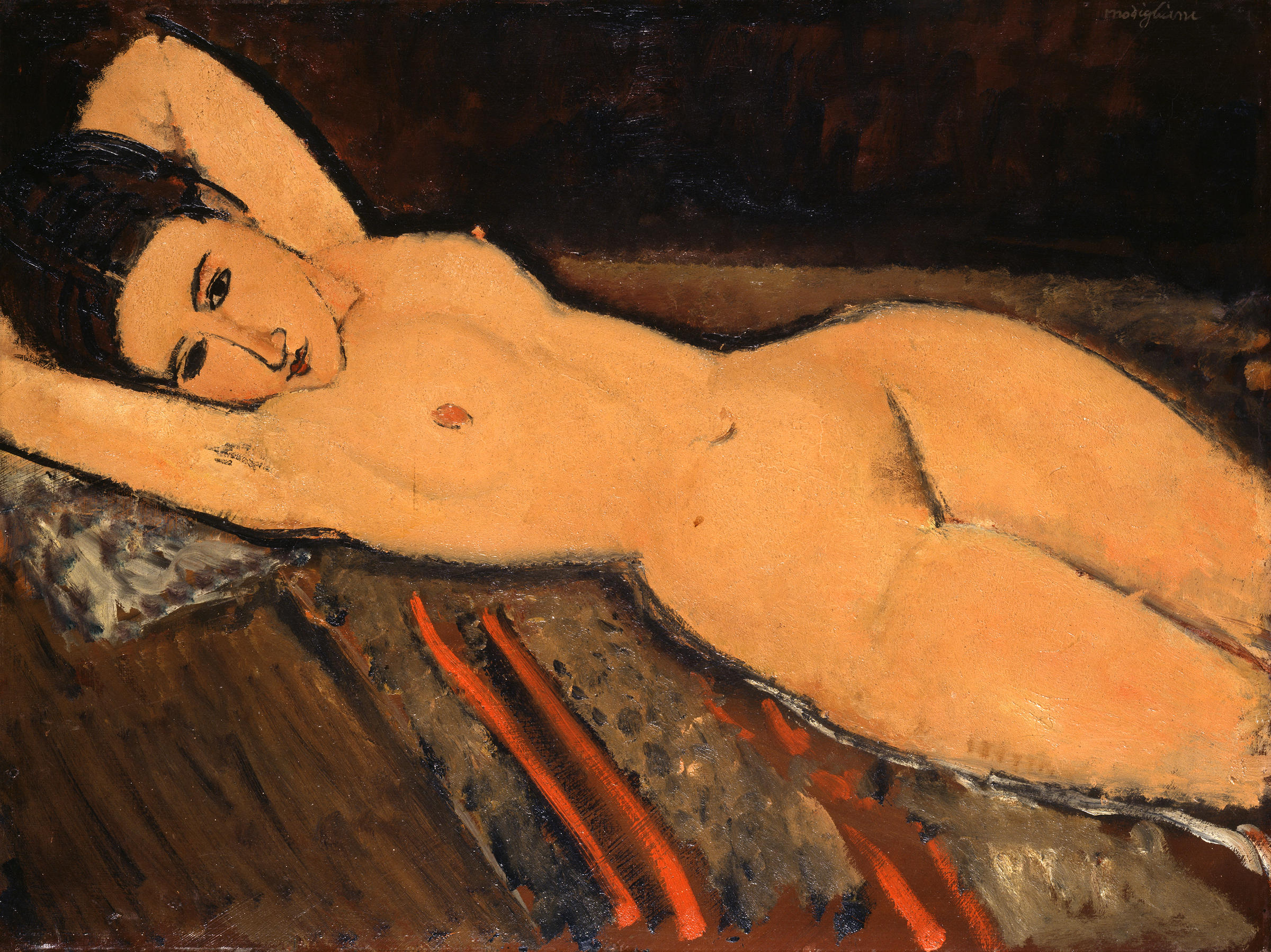
Amedeo Modigliani: Liegender Akt, 1916

Die französische Malerei des 19. Jahrhunderts vor dem Impressionismus ist ebenso mit bedeutenden Werken im Bestand der Stiftung vertreten. So gibt es von Jean-Auguste-Dominique Ingres das Bildnis Hippolyte-François Devillers, von Henri Fantin-Latour ein Selbstbildnis mit Palette, von Jean-Baptiste Camille Corot Das lesende Mädchen, von Eugène Delacroix das Motiv Christus auf dem See Genezareth, von Gustave Courbet das Bildnis eines Mannes und von Honoré Daumier Die zwei Advokaten.
Als Bührle seine Sammlung aufbaute, wurden Altmeistergemälde deutlich höher bewertet als Werke des Impressionismus und nachfolgender Stile. Die hohen Preise und auch die geringe Verfügbarkeit der Werke auf dem Kunstmarkt führten dazu, dass der Sammler erst spät und in geringer Zahl Werke älterer Malerei erwarb. Sein besonderes Interesse galt niederländischen Barockmalern wie Frans Hals und Rembrandt van Rijn. Während er von Hals ein bedeutendes Herrenbildnis erwerben konnte, das sich heute im Bestand der Stiftung befindet, schlugen seine Bemühungen bei Rembrandt mehrmals fehl. Ein seinerzeit von Experten gelobtes und von Bührle 1945 hochbezahltes Selbstbildnis Rembrandts erwies sich wenige Jahre später als falsche Zuschreibung. Das Bild gehört heute zum Bestand der Stiftung, wird dort jedoch als zu verkaufendes Werk geführt. Weiterhin befindet sich in der Sammlung ein als «Rembrandt» bezeichnetes Jagdstillleben mit Rohrdommel sowie vom Rembrandt-Schüler Govert Flinck das Bildnis Dame in orientalischem Kostüm. Hinzu kommen Gemälde von anderen holländischen sowie flämischen Künstlern der Zeit wie Das Innere von St. Baco in Haarlem von Pieter Jansz. Saenredam, Gewitter über Dordrecht von Aelbert Cuyp, Landschaft mit rastendem Wanderer von Philips Koninck, Der Besuch von Gerard ter Borch und Flussufer mit Dorf von Salomon van Ruysdael. Weitere Werke älterer Kunst in der Sammlung der Stiftung sind die Geburt Mariä von Jorge Manuel Theotokopoulos und Das Bad der Diana von Giambattista Tiepolo. Des Weiteren gibt es die Venedig-Ansichten Die Bucht von San Marco von Francesco Guardi sowie Santa Maria della Salute und Canal Grande von Canaletto. Der befreundete deutsch-britische Kunsthändler Arthur Kauffmann beriet ihn schliesslich beim Kauf von spätmittelalterlichen Skulpturen, von denen sich eine Gruppe im Bestand der Stiftung befindet.

Werke älterer Kunst
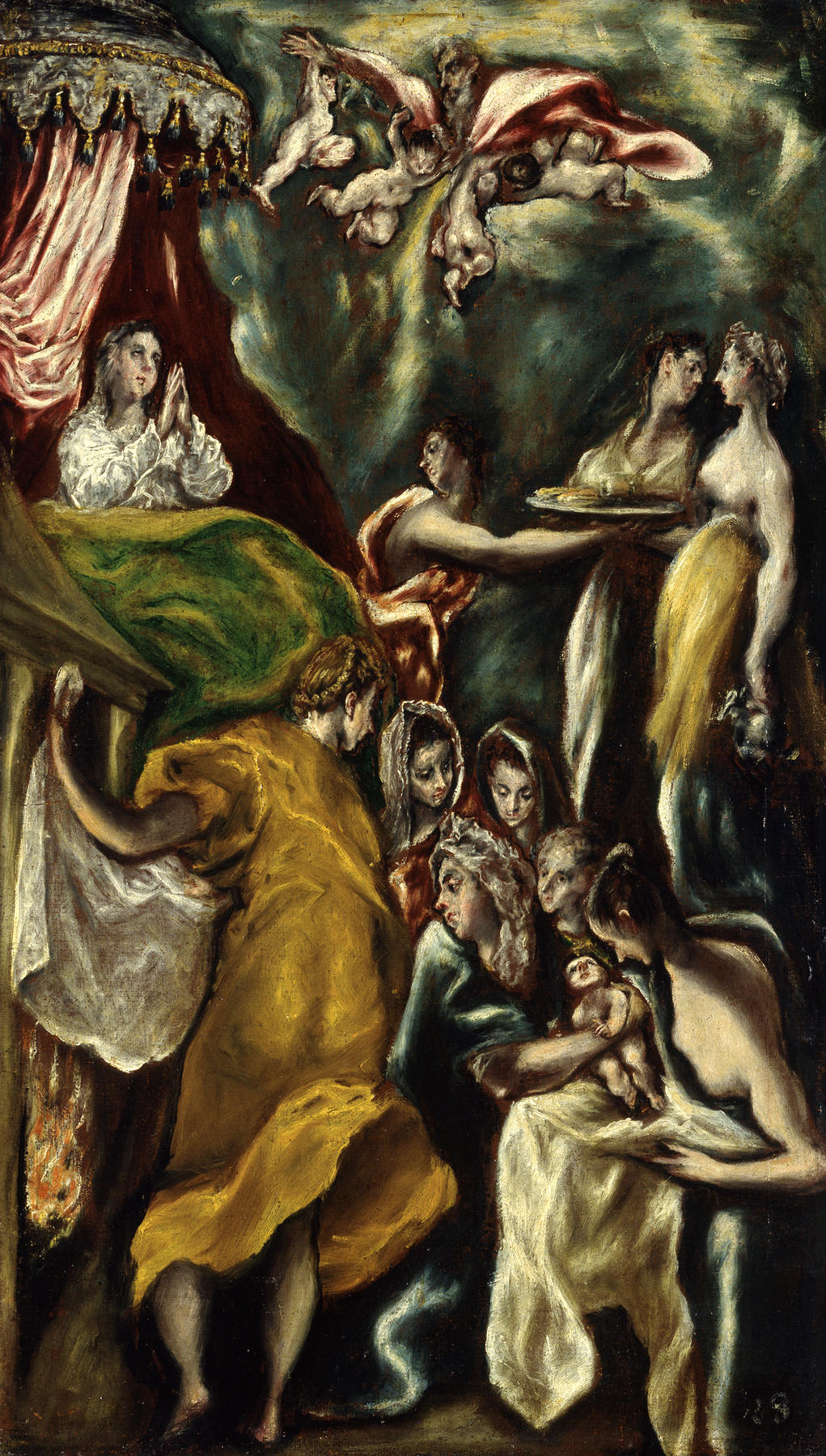
Jorge Manuel Theotokopoulos: Geburt Mariä, 1608/1620
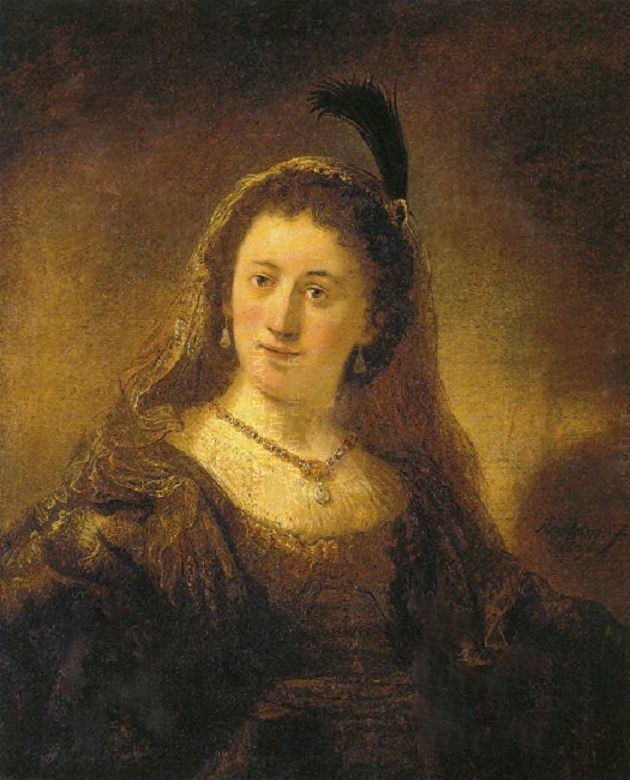
Govert Flinck: Dame in orientalischem Kostüm, um 1635
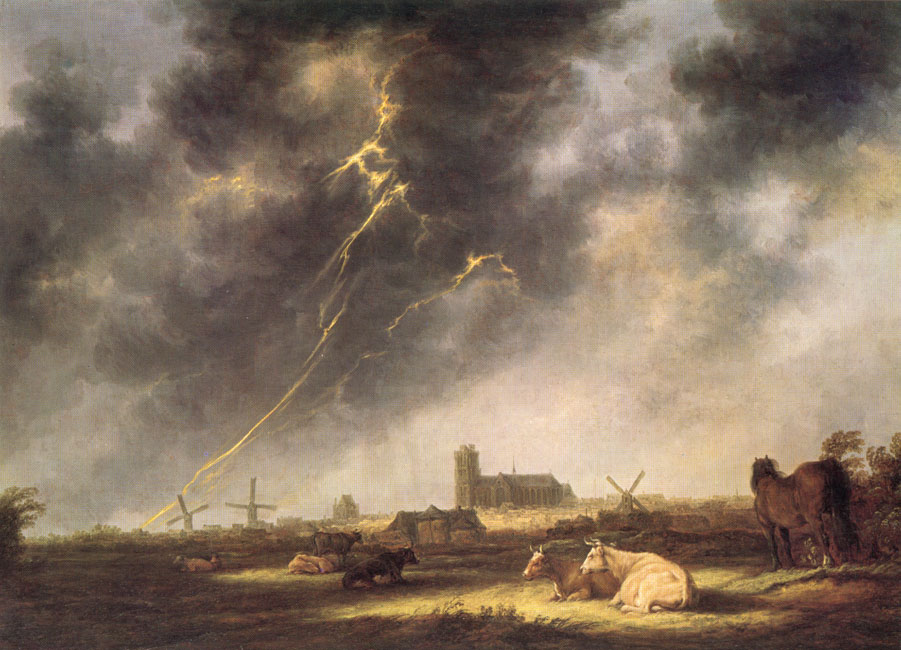
Aelbert Cuyp: Gewitter über Dordrecht, um 1645
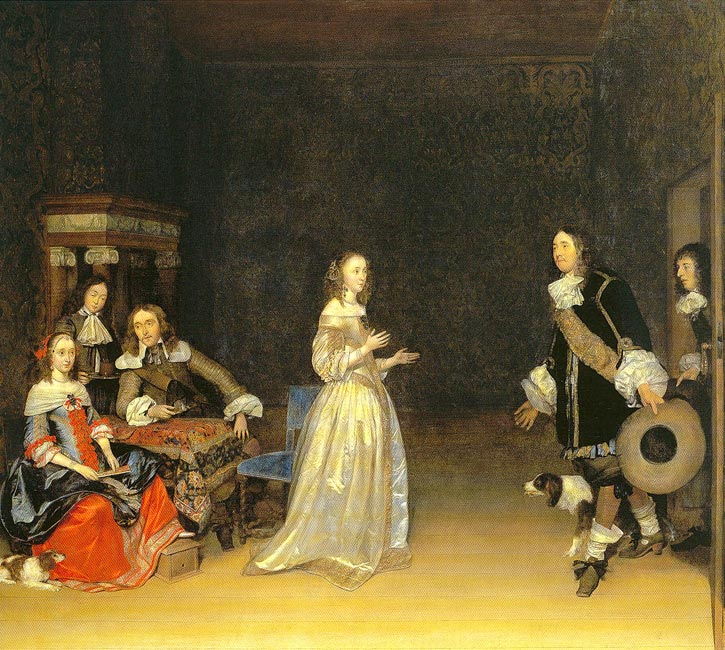
Gerard ter Borch: Der Besuch, um 1660
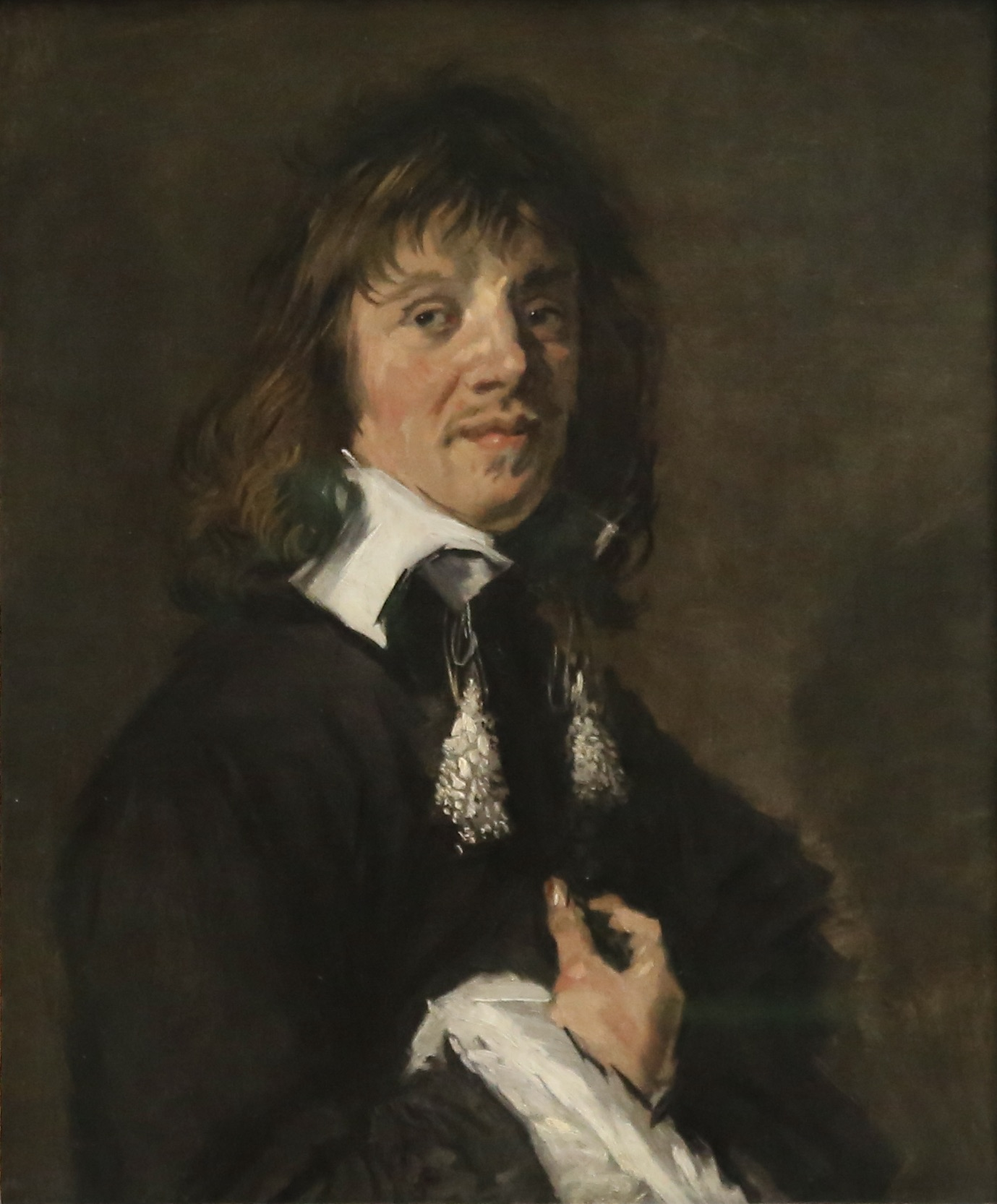
Frans Hals: Herrenbildnis, 1660/1666
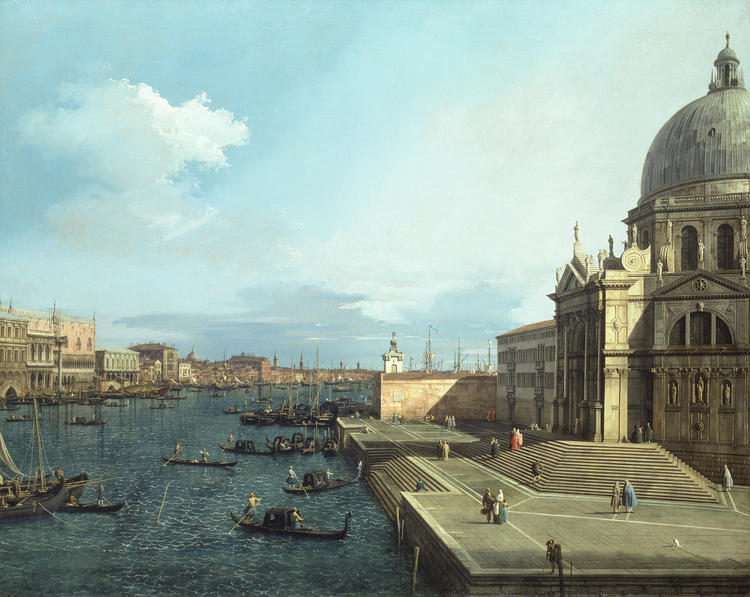
Canaletto: Santa Maria della Salute, 1738/1742
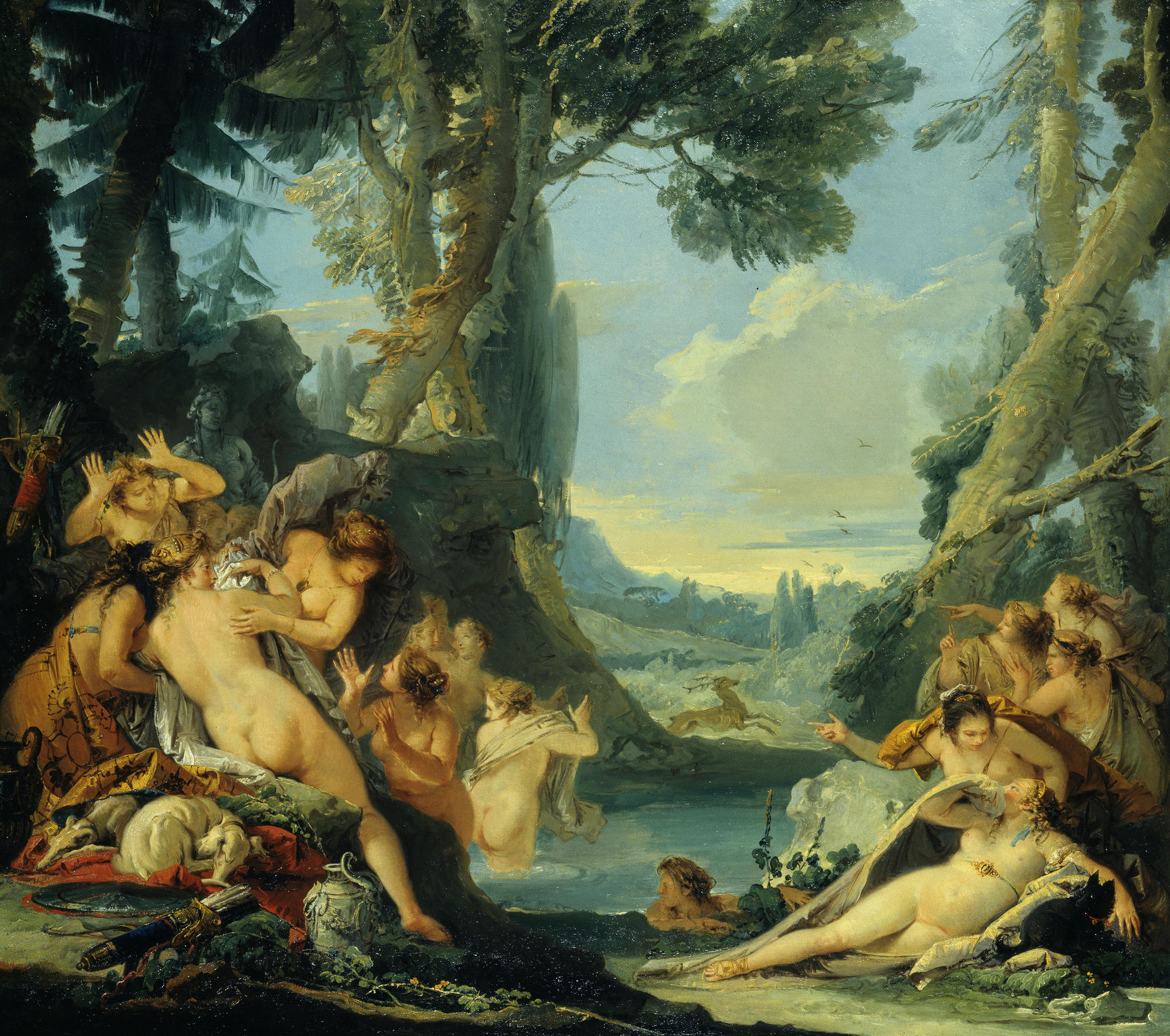
Giambattista Tiepolo: Das Bad der Diana, 1743/1744
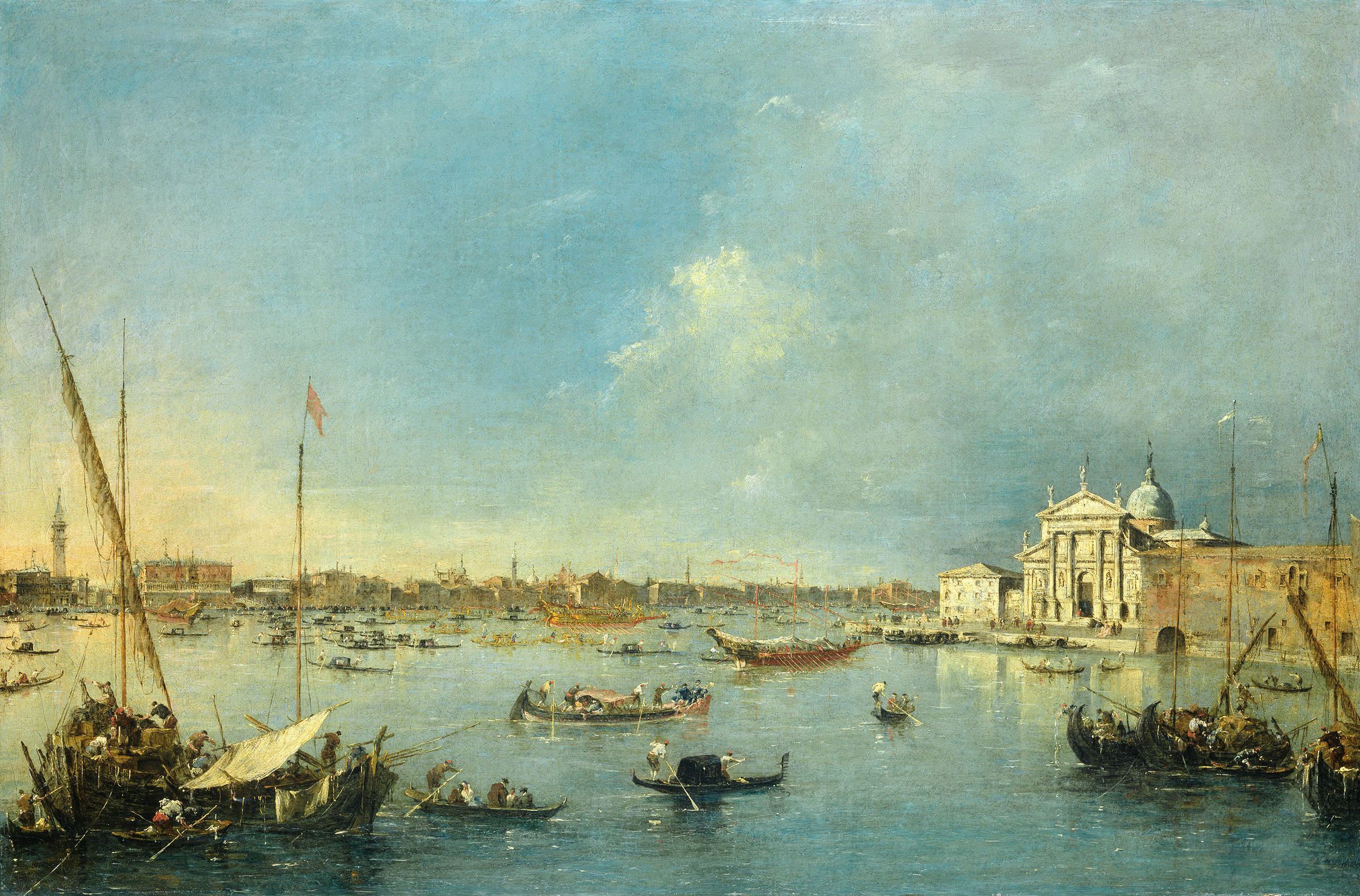
Francesco Guardi: Die Bucht von San Marco, um 1780/1785

## Geschichte

### Gründung der Bührle-Stiftung
Emil Bührle starb 1956, ohne ein Testament oder eine entsprechende Verfügung zu hinterlassen. Der seinerzeit reichste Schweizer hinterliess einen Nachlass, der auf 250 Millionen Franken geschätzt wurde. Hierzu gehörte eine bedeutende Kunstsammlung, die er für etwa 38,5 Millionen Franken erworben hatte. Sie machte demnach nur einen kleinen Teil des Vermögens aus. Erst später entwickelten sich am Kunstmarkt enorme Preissteigerungen, sodass sich der Wert der Kunstsammlung in den Folgejahrzehnten vervielfachte. Die umfangreiche Kunstsammlung erbten seine Ehefrau Charlotte Bührle sowie seine Kinder Dieter Bührle und Hortense Anda-Bührle. Es blieb zunächst unklar, was nach Bührles Tod mit seiner Kunstsammlung geschehen sollte.
Emil Bührle war in verschiedener Weise mit dem Kunsthaus Zürich verbunden. Seit Mai 1953 war er Vizepräsident der Kunsthausgesellschaft und Präsident der Sammlungskommission. Bereits zu Lebzeiten hatte er zwar dem Kunsthaus Zürich verschiedene Kunstwerke geschenkt, so 1949 einen Bronzeguss des Höllentors von Auguste Rodin, 1952 die beiden grossen Seerosenbilder von Claude Monet und 1956 ein vormals Tizian und nunmehr Callisto Piazza zugeschriebenes Bildnis eines Herrn mit Hund, eine Schenkungsabsicht bezüglich seiner Sammlung an das Kunsthaus ist hingegen nicht bekannt. In einem Vortrag von 1954 hatte er jedoch erklärt, dass zur Eröffnung des von ihm mit sieben Millionen Franken finanzierten Anbaus des Kunsthauses dort seine Kunstsammlung gezeigt werden solle. 1958 wurde der Anbau entsprechend mit einer Schau von 321 Werken der Sammlung Bührle eröffnet. Anschliessend gingen die Werke an die Erben zurück. Zur Zürcher Ausstellung erschien im deutschen Nachrichtenmagazin Der Spiegel ein Artikel über Bührle und seine Sammlung. Darin wurde seine Rolle als Rüstungsindustrieller zusammenfassend beschrieben: «Bührle lieferte seine Kanonen während des Zweiten Weltkrieges an jeden, der sie bezahlen konnte, sowohl an die Achsenmächte als auch an die Alliierten.» Zudem wies der Artikel bei einigen Altmeistergemälden auf problematische Zuschreibungen hin. Vor dem Hintergrund des Artikels waren zwei im selben Jahr in Deutschland geplante Ausstellungen mit Werken der Sammlung zunächst gefährdet, entsprechende Bedenken konnten aber nach Kontakten zwischen der Familie und dem Berliner Museumsdirektor Leopold Reidemeister sowie Senator Joachim Tiburtius ausgeräumt werden. Schliesslich zeigte die Familie eine Auswahl von 77 Werken im Berliner Schloss Charlottenburg und anschliessend eine Auswahl von 180 Werken im Münchner Haus der Kunst.
Schwerpunkt der Sammlung Bührle waren Werke ausländischer Künstler vom Barock bis zum 20. Jahrhundert. Weiterhin sammelte er spätmittelalterliche Skulpturen. Allein in diesen Sammelgebieten erwarb er 633 Kunstwerke, den Grossteil davon im Zeitraum von 1951 bis 1956. Hinzu kamen rund 100 Werke von Schweizer Künstlern sowie Arbeiten des Kunsthandwerks und antike Objekte, die jedoch nicht Eingang in die spätere Bührle-Stiftung fanden. Zwischenzeitlich erworbene 110 Altmeistergemälde der Sammlung Han Coray hatte Bührle von der Sammlung getrennt und bis 1949 wieder verkauft.
Die Erben verkauften in den ersten Jahren nach Bührles Tod einige Werke, so von Paul Signac das bedeutende Bildnis Felix Fénéon (heute Museum of Modern Art, New York) und ein Seerosenbild von Claude Monet (Privatbesitz), kauften aber im Gegenzug drei Altmeistergemälde hinzu. Von den 633 Werken ausländischer Kunst und mittelalterlicher Skulpturen waren nach Veräusserungen, Tauschgeschäften und Schenkungen durch Emil Bührle und seine Erben noch 563 Werke im Bestand, als 1960 die Stiftung Sammlung E. G. Bührle gegründet wurde. Die Erben einigten sich auf eine Aufteilung der Sammlung zwischen der Familie und der neuen Stiftung. Hierbei wurde die Familie vom Kunsthändler Arthur Kauffmann beraten. Die Werke der Stiftung sollten dabei «den Charakter der von Herrn Emil Georg Bührle geschaffenen Sammlung in konzentrierter Form wiedergeben». Insgesamt erhielt die Stiftung 225 Kunstwerke, davon galten 198 als unveräusserlich, 27 Werke sollten als verkäufliche Werke dem Unterhalt der Stiftung dienen. Die Erbengemeinschaft erhielt 338 Objekte. Quantitativ machte der Anteil der Werke der Stiftung zwei Fünftel aus, gemäss den Schätzungen von Kauffmann betrug der Wert jedoch 60 Prozent der Sammlung. Bis 2016 verkaufte die Stiftung 25 der dafür vorgesehenen Kunstwerke, zudem auch einige von den zunächst als unveräusserlich geltenden Werken. Die Erben überliessen der Stiftung darüber hinaus in den Folgejahren weitere Werke zum Verkauf. Dem stehen drei Werke gegenüber, die die Stiftung mit vorherigen Verkaufserlösen auf dem Kunstmarkt hinzugekauft hat.
Zwar gingen bei der Aufteilung zahlreiche bedeutende Werke in den Besitz der Stiftung über, jedoch behielten auch die Erben wichtige Werke in ihrem Besitz. So gelangte das Gemälde Die geheimnisvolle Quelle von Paul Gauguin in das Eigentum der Tochter Hortense, während der Sohn Dieter das Kornfeld mit Zypresse von Vincent van Gogh erbte. Er verkaufte das Gemälde van Goghs 1993 für 57 Millionen US-Dollar an den Sammler Walter Annenberg, der es dem Metropolitan Museum of Art überliess. Allein dieses Bild erzielte am Kunstmarkt mehr als der Wert, auf den die gesamte Sammlung nach dem Tod des Sammlers geschätzt worden war. Im Besitz der Erben blieben auch zahlreiche bis 1945 getätigte Ankäufe, da sie meist in den Wohnräumen der Familie hingen, während spätere Erwerbungen überwiegend im Depot des Sammlers untergebracht waren. Vor diesem Hintergrund scheiterte Kauffmann in seinen Bemühungen, die bedeutende Landschaftsdarstellung Montagne Sainte-Victoire von Cézanne in die Stiftung zu überführen, und auch ein Stillleben des Künstlers, das im Esszimmer des Sammlers hing, sollte im Besitz der Erben verbleiben. Nach dem Tod des Sohnes Dieter Bührle erhielt die Stiftung 2016 nochmals einen Zuwachs von zehn Gemälden, sodass sich der Bestand auf 203 Werke erhöhte. Dies entspricht einem Drittel der von Bührle in diesem Sammlungsbereich ursprünglich erworbenen Werke.
Die rechtlich selbständige Stiftung hat laut Satzung die Aufgabe, die darin aufgeführten Kunstwerke «der Stadt Zürich als Ganzes zu erhalten und der Öffentlichkeit zugänglich zu machen». Dem ersten Stiftungsrat gehörten neben den Familienmitgliedern der Kunsthistoriker Erwin Gradmann und Regierungsrat Rudolf Meier an. Präsidentin der Stiftung war zunächst Bührles Witwe Charlotte, danach bis zu ihrem Tod 2014 Bührles Tochter Hortense. Ihr Nachfolger als Präsident des Stiftungsrates war Christian Bührle, ein Enkel von Emil Georg Bührle. Seit 2021 steht der Rechtsanwalt Alexander Jolles dem Stiftungsrat vor. Direktor der Stiftung war von 2002 bis Ende 2021 Lukas Gloor. Die Vereinbarung mit dem Kunsthaus Zürich vom 28. Mai 2012 zur Überlassung der Sammlung unterzeichneten die beiden Kinder des Sammlers Hortense Anda-Bührle und Dieter Bührle sowie die Enkelkinder Gratian Anda, Christian Bührle und Carol Franz-Bührle.

### Ausstellung der Kunstwerke in Zürich und andernorts

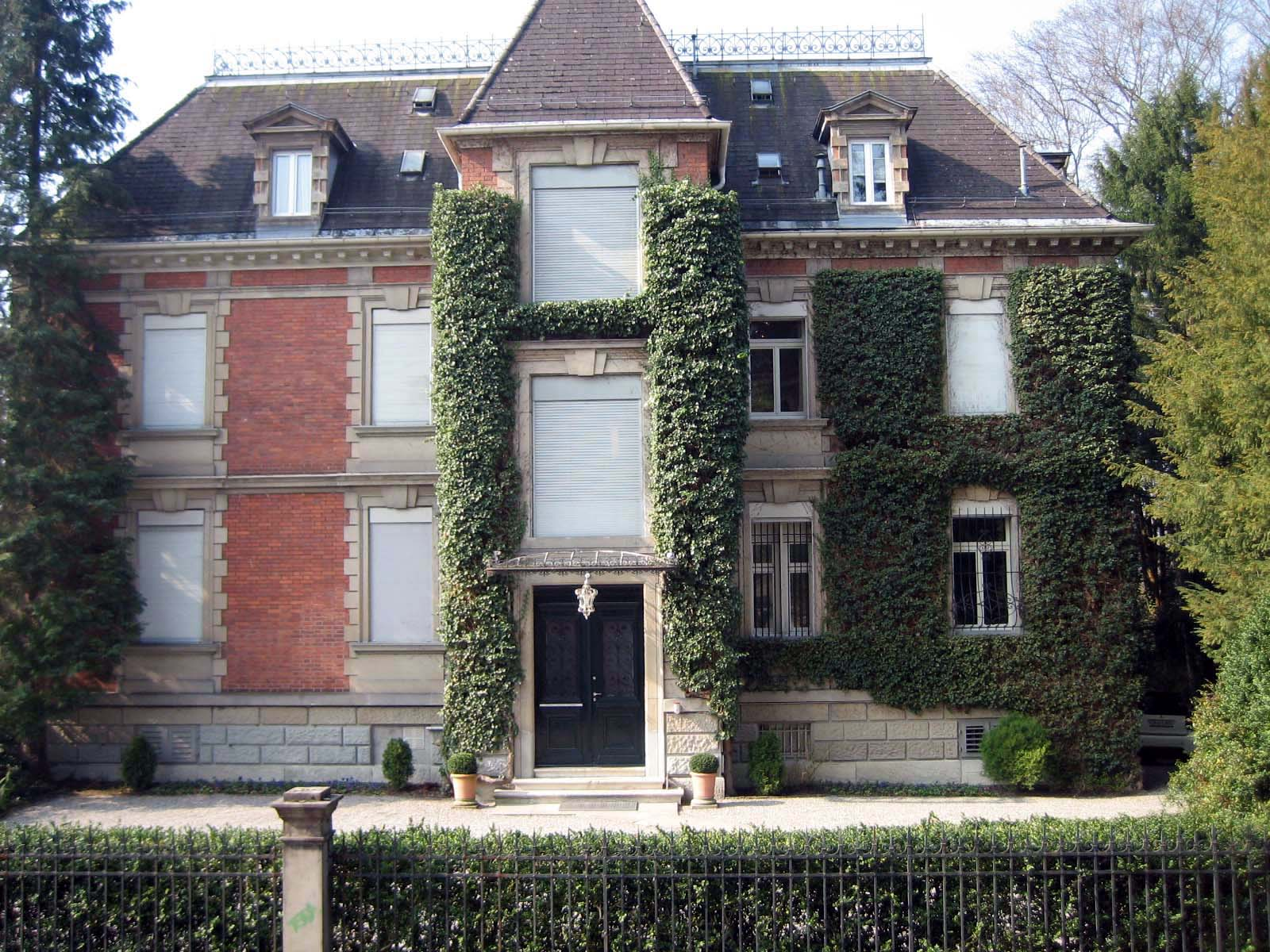
Ehemaliges Ausstellungshaus der Sammlung Bührle in der Zollikerstrasse 172 in Zürich (2007)

Ab April 1960 wurden die Werke der Stiftung neben dem ehemaligen Wohnhaus Bührles in einer Villa in der Zollikerstrasse 172 in Zürich gezeigt. Darüber hinaus stellte die Stiftung Sammlungsteile in verschiedenen Ausstellungen aus. Unter dem Titel Masterpieces of French Painting from the Bührle Collection waren Werke der Stiftung zusammen mit Arbeiten aus dem Besitz der Familie in der Royal Scottish Academy in Edinburgh und in der National Gallery in London zu sehen. Es folgte eine Präsentation mit Werken der Stiftung und aus Familienbesitz im Kunstmuseum Luzern. Weiterhin war eine Auswahl der Werke der Stiftung Teil der Ausstellung Chefs d’œuvre de collections suisses de Manet à Picasso im Palais de Beaulieu im Rahmen der Expo 64 in Lausanne. 1990 startete eine Ausstellungstournee mit Werken der Stiftung und ergänzt durch Bilder aus dem Besitz der Familie Bührle in der National Gallery of Art in Washington, D.C. Die unter dem Titel The Passionate Eye. Impressionist and other Master Paintings from the E.G. Bührle Collection gezeigte Schau war anschliessend bis 1991 auch im Musée des beaux-arts de Montréal, der Royal Academy of Arts in London und im Yokohama Museum of Art zu sehen. Michael Kimmelman kritisierte in der New York Times, dass die Ausstellung in Washington vom Rüstungskonzern Martin Marietta gesponsert wurde. Zudem sah er es als problematisch an, dass Werke einer Privatsammlung (gezeigt wurden Bilder der Bührle-Stiftung und der Familie Bührle) durch die Ausstellung in einem staatlichen Museum an Wert gewinnen würden.
Während der ausgedehnten Tournee der Sammlung 1990 organisierte Christian Bührle in den Räumen der Stiftung eine Ausstellung mit Werken von Schweizer Künstlern aus dem Privatbesitz der Familie. 1999 begann eine Reihe von Kabinettausstellungen im Haus der Stiftung. Zunächst wurden vier Themsemotive von Alfred Sisley gezeigt, 2002 folgte eine Ausstellung mit Werken von Henri de Toulouse-Lautrec, und im selben Jahr wurden Werke der Gruppe Der Blaue Reiter gezeigt. Unter der Leitung von Lukas Gloor zeigte das Haus 2005 die Ausstellung Van Gogh echt falsch, die sich insbesondere mit den beiden Porträts von Vincent van Gogh in der Sammlung auseinandersetzte – das eigenhändige Werk von 1887 und das als Werk von Goghs gekaufte, aber inzwischen der Kopistin Judith Gérard zugeordnete Bildnis von 1897/1898.
Seit der Ausstellung der Sammlung Bührle im Kunsthaus Zürich 1958 gab es zwischen den beiden Institutionen über mehrere Jahrzehnte keine nennenswerten Kontakte. Das änderte sich 1994, als die Stiftung Bührle Werke von Edgar Degas zu einer Ausstellung im Kunsthaus Zürich auslieh, die anschliessend auch in der Kunsthalle Tübingen zu sehen war. 1996 wurde der Direktor des Kunsthauses Felix Baumann in den Stiftungsrat der Stiftung Bührle gewählt. Auch Baumanns Nachfolger als Kunsthausdirektor Christoph Becker gehörte dem Stiftungsrat der Bührle-Stiftung an. Im Gegenzug wurde der Direktor der Bührle-Stiftung Lukas Gloor in den Vorstand der Zürcher Kunstgesellschaft gewählt, die als Trägerverein des Kunsthauses fungiert. Diese engen Verflechtungen bildeten die Grundlage für die weitere Zusammenarbeit. Christoph Becker entwickelte den Plan zum Umzug der Sammlung der Stiftung Bührle in den geplanten Neubau des Kunsthauses. Hierzu wurde zwischen dem Kunsthaus und der Bührle-Stiftung 2006 eine Grundsatzvereinbarung getroffen.
 Am 10. Februar 2008 erbeuteten bewaffnete Räuber vier Gemälde im Gesamtwert von geschätzten 180 Millionen Franken (Der Knabe mit der roten Weste von Paul Cézanne, Blühende Kastanienzweige von Vincent van Gogh, Mohnfeld bei Vétheuil von Claude Monet und Ludovic Lepic und seine Töchter von Edgar Degas) aus dem Ausstellungshaus der Sammlung Bührle in der Zollikerstrasse 172 in Zürich. Es war der bis dato wohl grösste Kunstraub Europas. Am 18. Februar 2008 fand die Polizei zwei Bilder (jene von van Gogh und Monet) in einem Auto mit gestohlenen Kennzeichen auf dem Parkplatz der Psychiatrischen Klinik Burghölzli unbeschädigt wieder auf und konnte diese dem Museum zurückgeben. Die beiden anderen Bilder blieben derweil verschwunden. Ob für die Bilder ein Lösegeld bezahlt wurde, war unklar. Am 11. April 2012 wurde in Belgrad Cézannes Knabe mit der roten Weste wieder aufgefunden. Am 27. April 2012 teilte die Staatsanwaltschaft Zürich mit, das Bild Ludovic Lepic und seine Töchter sei bereits mehrere Monate zuvor nach Zürich zurückgeführt worden.

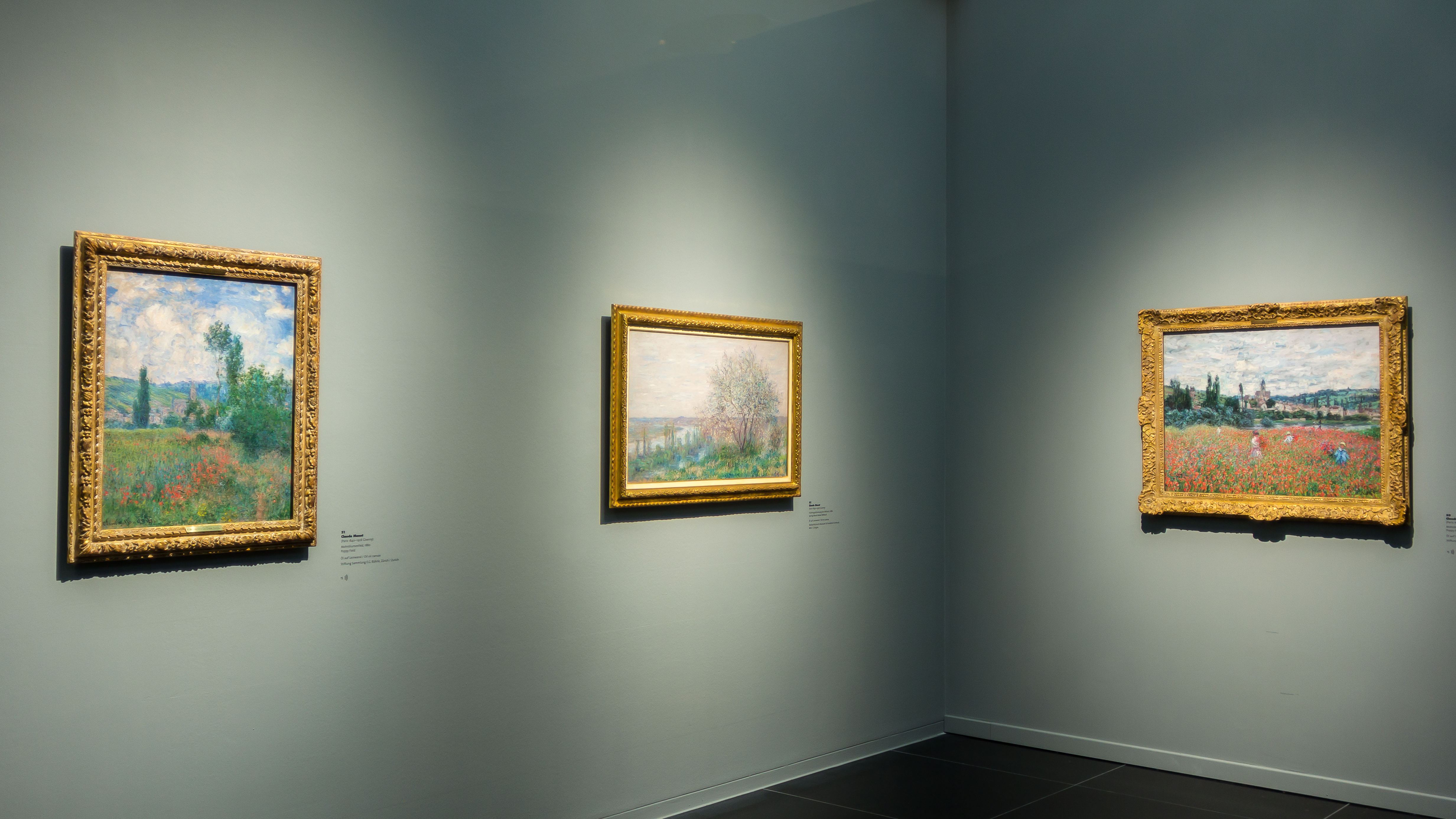
Blick in die Ausstellung 2016 in Köln mit drei Ansichten von Vétheuil von Claude Monet: In der Mitte ein Werk aus dem Wallraf-Richartz-Museum & Fondation Corboud, rechts und links Bilder der Bührle-Stiftung

2010 stellte die Stiftung ihren gesamten Bestand – bis auf die gestohlenen Bilder von Cézanne und Degas – im Bührle-Saal des Kunsthauses Zürich aus. Unter dem Titel Van Gogh, Monet, Cézanne – die Sammlung Bührle zu Gast im Kunsthaus Zürich zog die Schau 130'000 Besucher an. In einem Dokumentationsraum der Ausstellung wurde die Biografie des Sammlers vorgestellt und wurden erste Hinweise zu den Provenienzen aufgezeigt. Die Schau diente auch zur Vorbereitung der Volksabstimmung 2012 über den Erweiterungsbau des Kunsthauses. Anlässlich der Ausstellung im Kunsthaus Zürich lobte Uta Baier in der Zeitung Die Welt die Qualität der Sammlung, wies aber zugleich auf Bührles Rolle als Waffenproduzent hin und hinterfragte die Herkunft der Kunstwerke. Sie hob hervor, dass es zur Erwerbungsgeschichte auf der Website der Stiftung Informationen gebe, die andernorts nicht selbstverständlich seien. Ähnlich äusserte sich auch Hans-Peter Künzi auf Radio SRF 1, der betonte, dass «die Herkunft der Werke und des Vermögens von Waffenfabrikant Emil Bührle» als Frage präsent bleibe.
2015 wurde das Museum der Stiftung in der Zollikerstrasse geschlossen. Als Grund hierfür wurde fehlender Brand- und Diebstahlschutz genannt. Aus dem Vermächtnis des verstorbenen Sohnes Dieter Bührle erhielt die Stiftung 2016 zehn weitere Gemälde, darunter das Bildnis Emil Bührle von Oskar Kokoschka. Im selben Jahr lieh die Stiftung zahlreiche Werke für die Ausstellung Von Dürer bis van Gogh – Sammlung Bührle trifft Wallraf an das Wallraf-Richartz-Museum & Fondation Corboud in Köln aus. 2017 zeigte die Stiftung eine grosse Werkgruppe der Sammlung in der Ausstellung Chefs d’œuvre de la collection Bührle. Manet, Cézanne, Monet, van Gogh… in der Fondation de l’Hermitage in Lausanne. Es folgte 2018 eine Japantournee mit Werken der Stiftung im Nationalen Kunstzentrum in Tokio, im Nationalmuseum Kyushu in Fukuoka und im Nagoya City Art Museum in Nagoya. Die Ausstellung wurde an den drei Stationen von insgesamt 800'000 Besuchern gesehen. 2019 folgte die erste grössere Präsentation der Sammlung Bührle in Paris. In der Ausstellung im Musée Maillol waren 56 Gemälde und die Skulptur Kleine vierzehnjährige Tänzerin von Edgar Degas zu sehen.

### Werke der Bührle-Stiftung im Kunsthaus Zürich seit 2021
Im Oktober 2021 erfolgte der Umzug der Sammlung Bührle in den neu errichteten Erweiterungsbau des Kunsthauses Zürich. Im November 2012 hatte das Zürcher Stimmvolk zugestimmt, den Neubau mit 88 Millionen Schweizer Franken mitzufinanzieren. Der entsprechende Entwurf des Architekten David Chipperfield aus dem Jahr 2010 sah zwölf Prozent der Nutzfläche des Neubaus für die Sammlung Bührle vor.
Während bei der Erstpräsentation von Werken der Sammlung Bührle im Kunsthaus 1958 beinahe ausnahmslos Bewunderung für die Kunstwerke und den vom Sammler gestifteten Erweiterungsbau geäussert wurde und auch bei der Ausstellung mit Werken der Bührle-Stiftung im Kunsthaus 2010 nur wenig Kritik anklang, änderte sich dies mit dem Umzug der Bührle-Sammlung ins Kunsthaus und der Eröffnung des Neubaus 2021. Vorab gab es in den Medien neben Kritik an der Architektur und den Kosten des Neubaus vor allem kritische Fragen zur Präsentation der Werke der Bührle-Stiftung. Gerhard Mack resümierte: «Das hat zu einer giftigen Auseinandersetzung geführt um die Herkunft der Werke, um den Sammler, der sein Geld mit Kanonen verdiente, die er an alle verkaufte, die sie bezahlen wollten, und darum, ob das Kunsthaus dadurch in seiner Integrität beschädigt wird.» Nach der Eröffnung des Neubaus war es vor allem der zur Bührle-Ausstellung gehörende Dokumentationsraum, der zu Kontroversen führte. Die im Vertrag zwischen der Stiftung und der Zürcher Kunstgesellschaft vereinbarte Darstellung des Sammlers, die «Entstehung der Sammlung und ihre historische Verortung», erschien zahlreichen Kritikern als unzureichend. «Wirklich verunglückt ist der Dokumentationsraum zur Geschichte der Sammlung Bührle», so Gerhard Mack.
Im Vorfeld hatten 2017 die Stadt und der Kanton Zürich bei der Universität Zürich eine Studie in Auftrag gegeben, welche die Hintergründe von Bührles Leben und Geschäftstätigkeit untersuchen sollte. Hierfür wurden der Historiker Matthieu Leimgruber und seine Kollegin Lea Haller gewonnen. Nach einigen Monaten schied Haller aus dem Projekt aus, und Erich Keller folgte ihr nach. Keller verliess nach Meinungsverschiedenheiten mit Leimgruber das Projekt im Januar 2020. Keller hatte Jahre zuvor die «akribische Provenienzforschung der Stiftung Bührle» gelobt, stellte in seinem 2021 veröffentlichten Buch Das kontaminierte Museum aber eine andere Sichtweise dar. Der Autor Rico Bandle urteilte: «In seinem Buch […] legt er sämtliche Vorwürfe in einer Art Anklageschrift dar und startete damit eine monatelange Kontroverse, die sich zu einer Politaffäre entwickelte und sogar international für Schlagzeilen sorgt.» Vor diesem Hintergrund wurde in den Medien wiederholt gefordert, den Vertrag zur Dauerleihgabe zu veröffentlichen. Der Vertrag von 2012 in seiner überarbeiteten Fassung von 2022 wurde im Februar 2022 der Öffentlichkeit vorgestellt.
Darüber hinaus überstellte die Bührle-Stiftung im Oktober 2021 ihre Archivunterlagen zur weiteren Provenienzforschung an das Kunsthaus Zürich. Georg Kreis, Mitglied der Unabhängigen Expertenkommission Schweiz – Zweiter Weltkrieg, kritisierte, dass die Bührle-Stiftung die Existenz dieser Unterlagen zuvor bestritten habe. Für die ehemaligen Mitglieder der Kommission stelle sich vor allem die Frage: «Ist abschließend sichergestellt, dass alle Kunstwerke, die in die Sammlung Bührle übernommen wurden, eindeutig identifiziert, erforscht und bewertet sind?» Für den Historiker Jakob Tanner ergibt sich daraus das Fazit: «Die Herkunft der Werke ist der neuralgische Punkt des ganzen Bührle-Skandals. Und die Provenienzforschung, die es zur Sammlung gibt, ist schlicht ungenügend.» Dazu erläuterte die Autorin Isabel Pfaff, dass die Sammlung ohne Emil Bührles «opportunistisches Unternehmertum und die einzigartigen Gelegenheiten, die die Verfolgung jüdischer Sammler dem Kunstmarkt bot, nicht denkbar sei».
Ann Demeester, seit Oktober 2022 Direktorin des Kunsthauses, leitete einen neuen Umgang mit der Sammlung Bührle ein. Hierzu wurde die ursprünglich von Lukas Gloor kuratierte Ausstellung am 5. September 2023 geschlossen. Gemeinsam mit Kunsthauskurator Philippe Büttner organisierte sie unter dem Titel Eine Zukunft für die Vergangenheit. Sammlung Bührle: Kunst, Kontext, Krieg und Konflikt eine neue Präsentation der Kunstwerke, die Anfang November 2023 öffnete. Hierzu gehören ein Raum, der Emil Bührles Rolle als Waffenproduzent, Kunstsammler und Mäzen des Kunsthauses zeigt. Weiterhin werden zwölf jüdische Sammler skizzenhaft vorgestellt, und es gibt einen Resonanzraum, in dem rund zwanzig Kritiker der Bührle-Sammlung per Videobotschaft zu Wort kommen. Der Journalist Philipp Meier urteilte hierzu: Die neue Schau feiert nicht den Sammler, sondern erzählt die zum Teil tragischen Geschichten hinter den Gemälden.

## Kontroversen zum Thema Raubkunst
Noch vor Beendigung des Zweiten Weltkrieges 1945 fahndete der britische Offizier Douglas Cooper in der Schweiz nach Raubkunst aus dem von Deutschland besetzten Frankreich. Aus diesen Ermittlungen resultierte eine Liste mit 77 Kunstwerken, davon etwa die Hälfte aus dem Besitz des Kunsthändlers Paul Rosenberg. Zur Klärung der Ansprüche der französischen Vorbesitzer richtete der Schweizer Bundesrat im Dezember 1945 eine Raubgutkammer am Schweizer Bundesgericht ein. Nach einem vielbeachteten Musterprozess über 37 Werke aus dem Besitz Paul Rosenbergs wurden Emil Bührle und sechs weitere Angeklagte am 3. Juni 1948 zur Rückgabe der Kunstwerke verurteilt. Bührle war hiervon mit sechs Gemälden und einer Zeichnung betroffen. Weiterhin musste Bührle sieben Werke aus den Privatsammlungen Alphonse Kann, Moïse Lévy de Benzion, Alfred Lindon und Alexandrine de Rothschild zurückgeben. Durch Verhandlungen mit Rosenberg und den Kunstsammlern oder deren Erben gelang es Bührle, 9 der 13 Werke erneut – diesmal legal – zu erwerben. Anschliessend versuchte Bührle bei den Schweizer Kunsthändlern, die ihm die Werke verkauft hatten, den ursprünglichen Kaufpreis zurückzubekommen. Dies gelang ihm zumindest teilweise. Mit Urteil vom 5. Juli 1951 musste der Kunsthändler Theodor Fischer über 680'000 Franken an Bührle erstatten. Von den neun nach Restitution zurückgekauften Werken befinden sich heute acht Werke in der Sammlung der Stiftung.

Als Raubkunst gekaufte Werke, die später legal erworben wurden
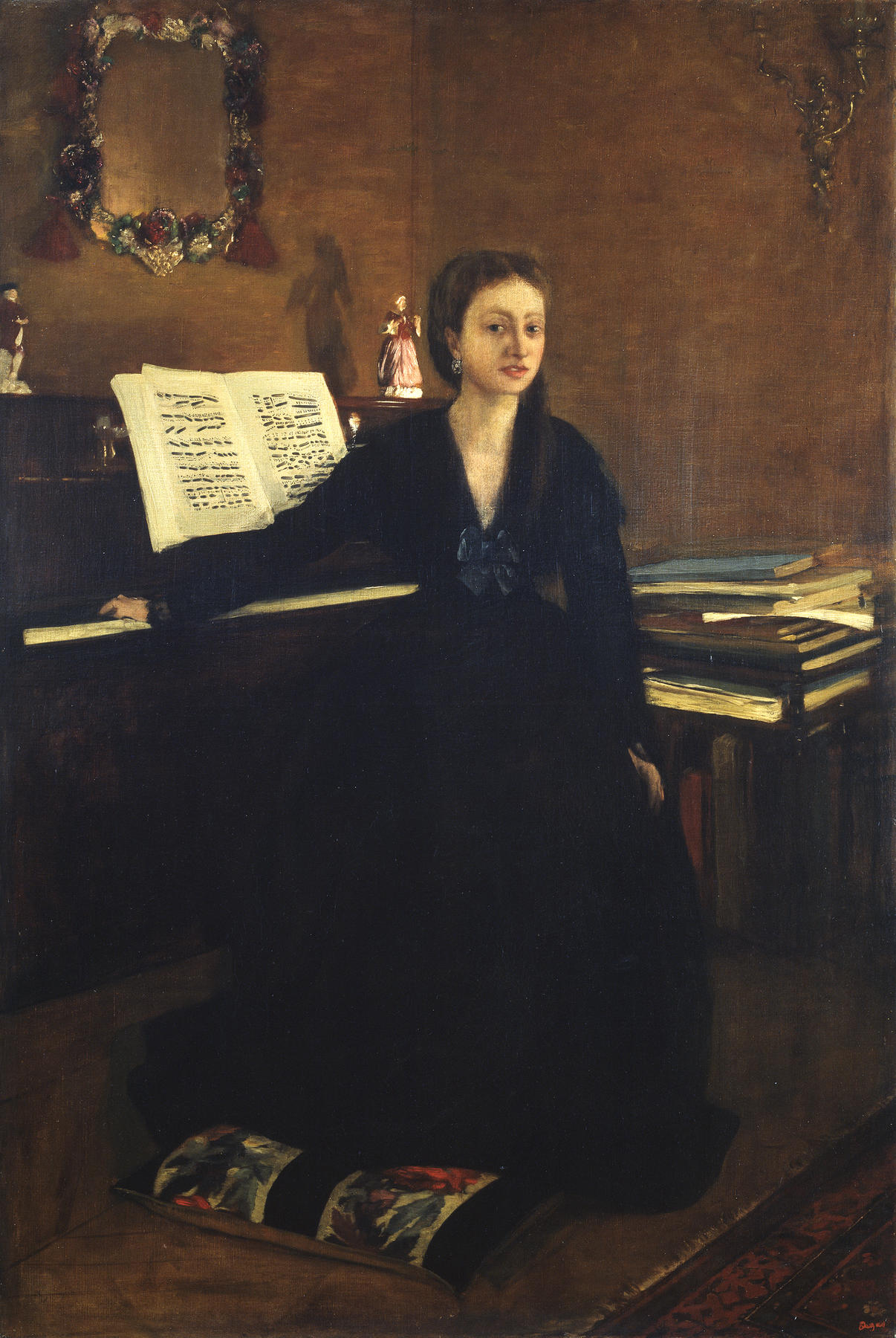
Edgar Degas: Madame Camus am Klavier, 1869, aus der Sammlung Alphonse Kann
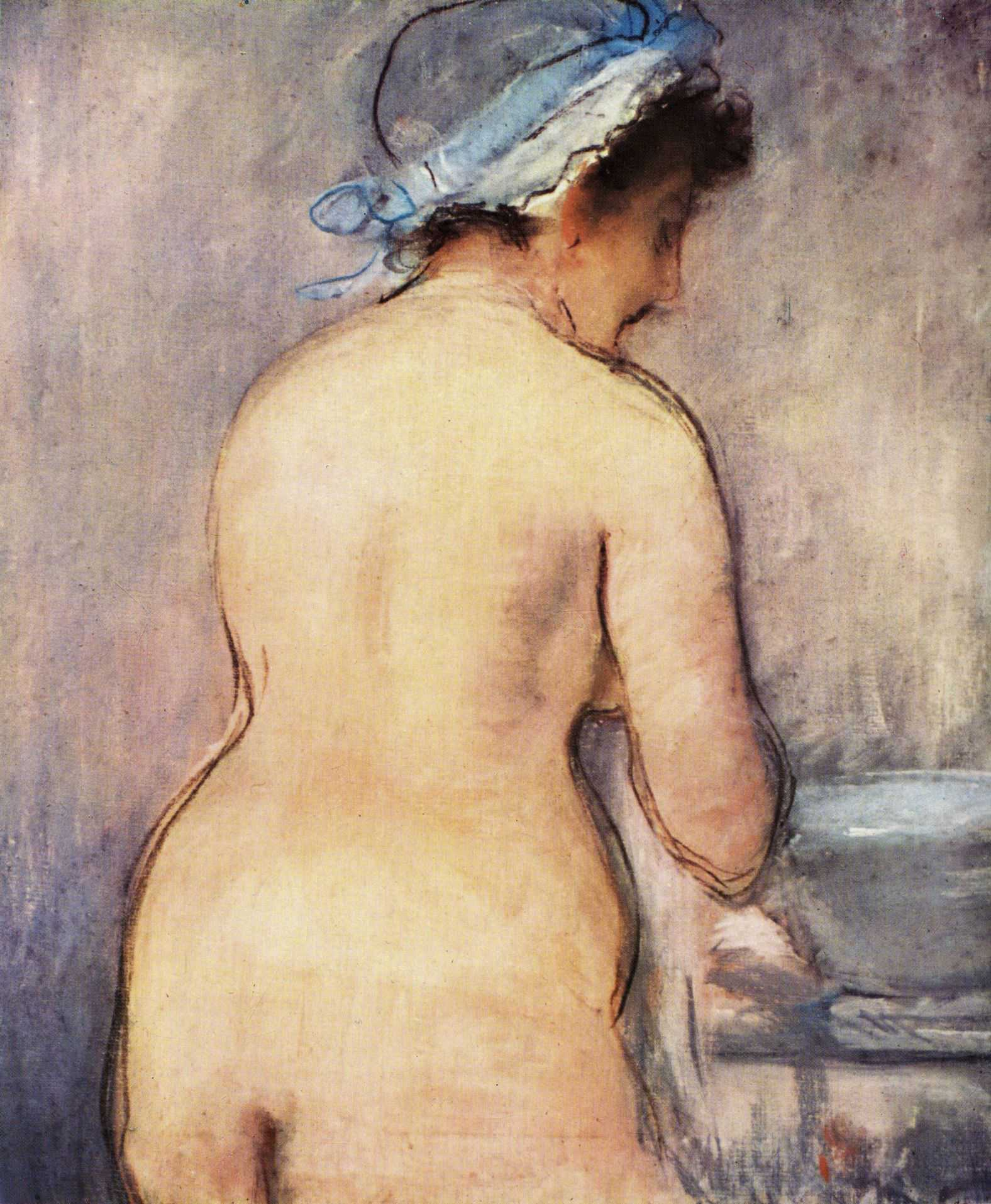
Édouard Manet: La Toilette, um 1879, aus der Sammlung Moïse Lévy de Benzion
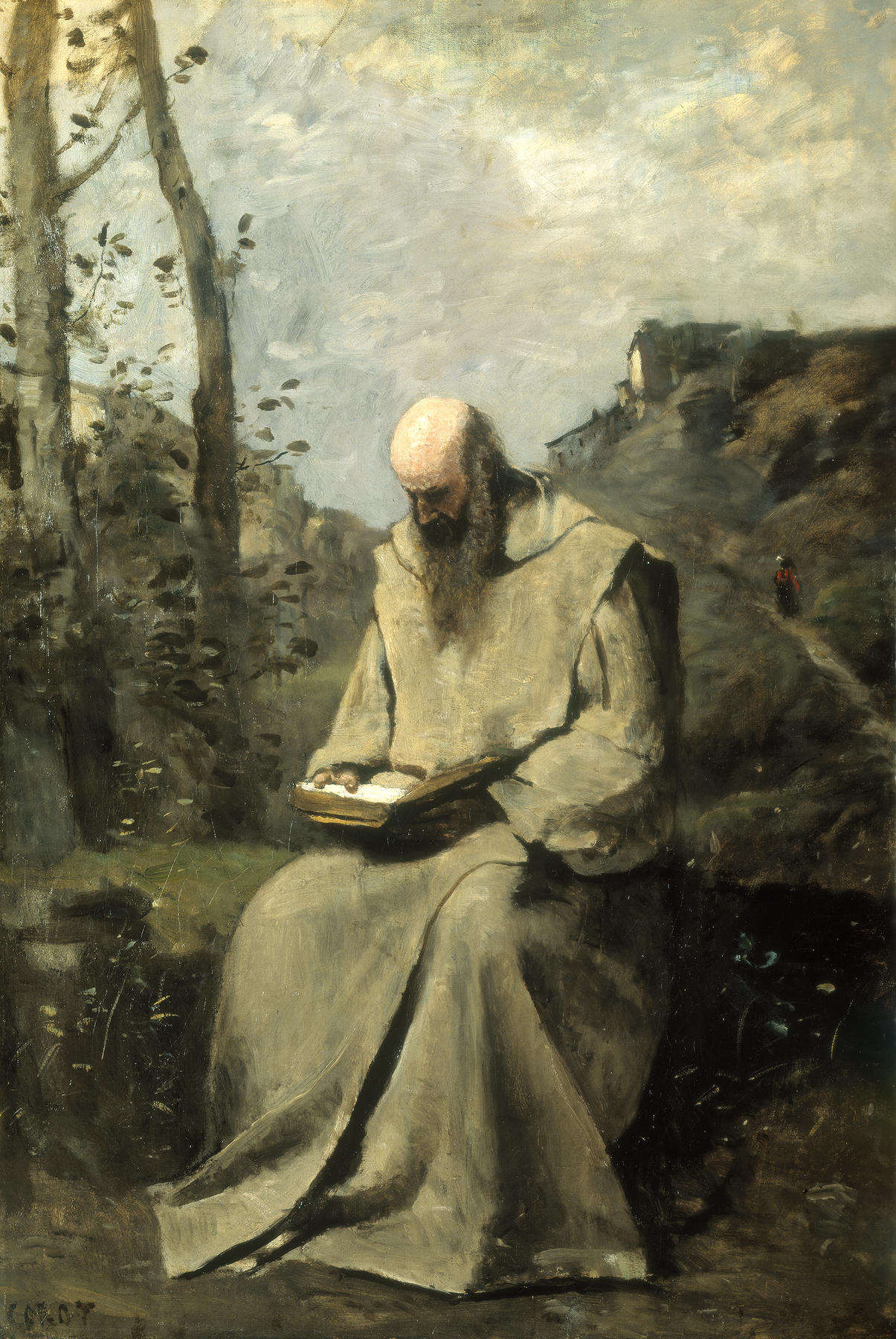
Camille Corot: Sitzender Mönch, lesend, um 1865, aus der Sammlung Moïse Lévy de Benzion
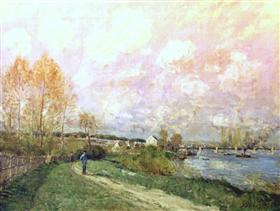
Alfred Sisley: Sommer in Bougival, 1876, aus der Sammlung Moïse Lévy de Benzion
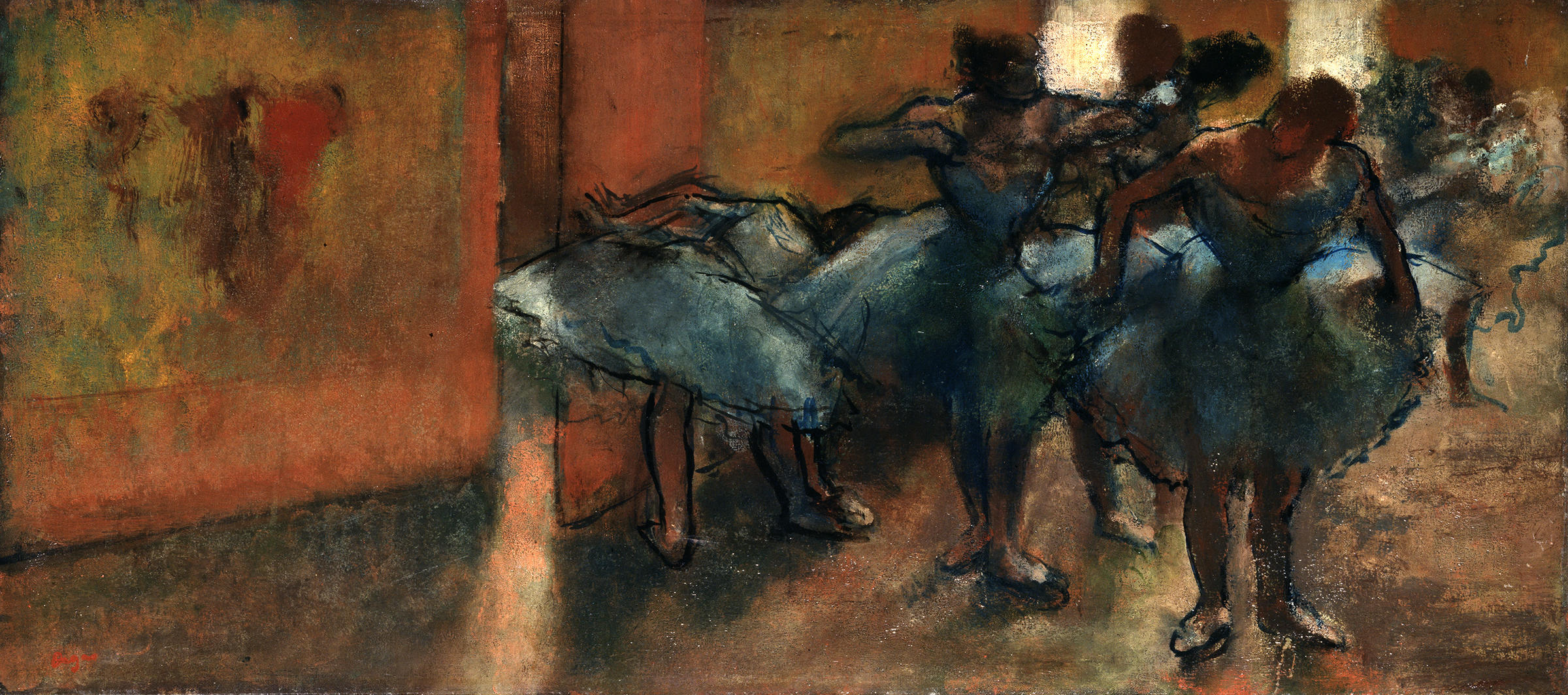
Edgar Degas: Tänzerinnen, um 1889, aus der Sammlung Alphonse Kann
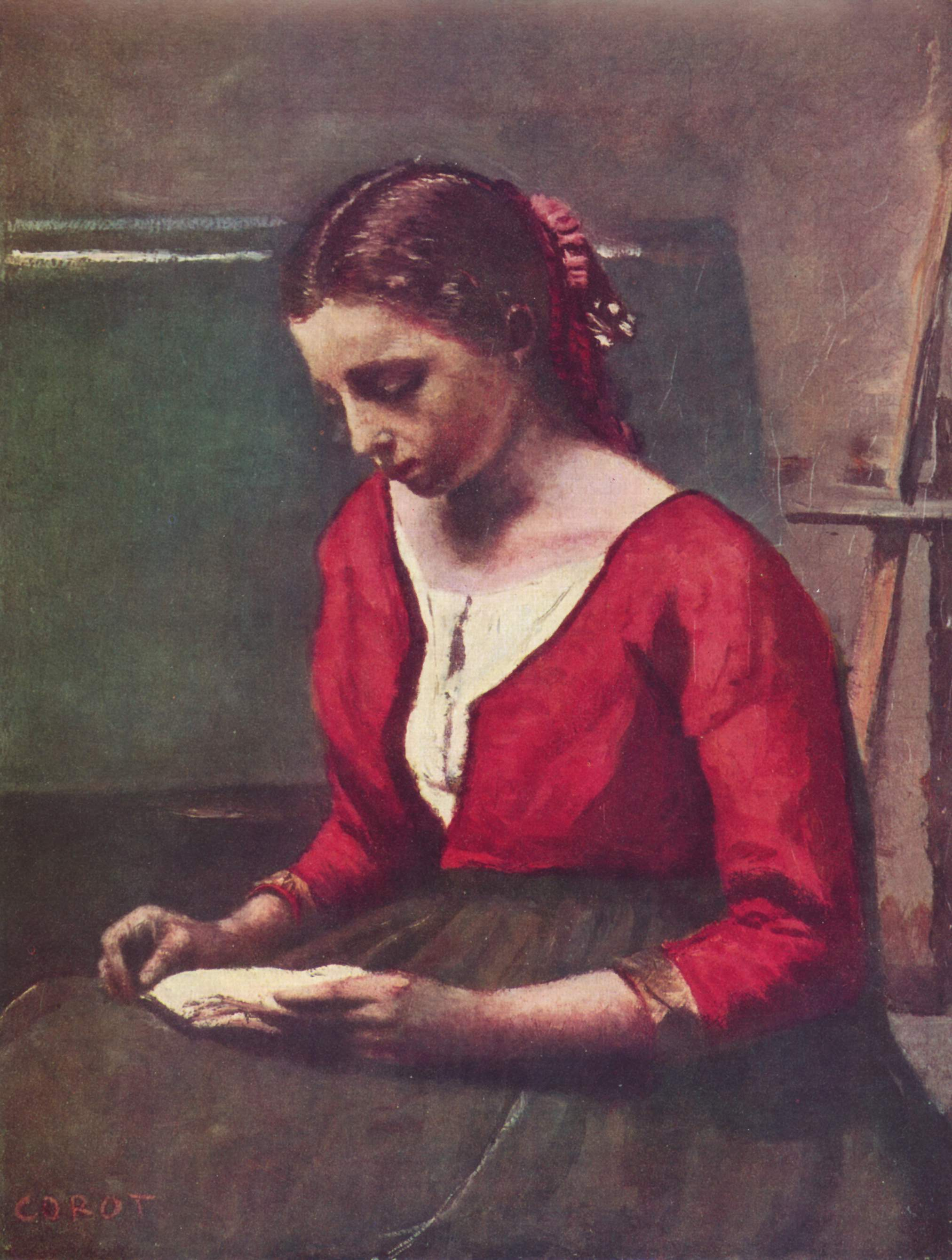
Camille Corot: Lesendes Mädchen in rotem Trikot, um 1845–1850, aus dem Besitz von Paul Rosenberg

Der Kunsthistoriker Douglas Cooper hatte bereits anlässlich der Ausstellung von Werken der Sammlung Bührle in Grossbritannien 1961 kritisiert, dass im Katalog die Herkunft der Bilder mit Umschreibungen wie «aus Schweizer Kunsthandel erworben» zu ungenau seien, auch wenn vorherige Besitzer genannt wurden. Der Autor Erich Keller wies darauf hin, dass Emil Georg Bührle einige gotische Skulpturen bei Benno Griebert erworben hatte, der Mitglied der NSDAP war und als überzeugter Nationalsozialist gegolten habe. Der Kauf der Skulpturen erfolgte zwischen 1951 und 1956. Sechs der von Griebert erworbenen Skulpturen gehören heute zum Bestand der Stiftung. Zahlreiche andere Händler, bei denen Bührle nach dem Zweiten Weltkrieg Kunstwerke erwarb, waren Juden. Dazu gehörten Gemain Seligman, Paul Rosenberg, Max Kaganovitch, Fritz Nathan, Arthur Kauffmann, Frank Lloyd, Daniel-Henry Kahnweiler und Georges Wildenstein.
Bezüglich des seit 1941 in der Sammlung Bührle befindlichen Monet-Bildes Mohnfeld bei Vétheuil gab es den Verdacht, Hans Erich Emden, der Sohn des jüdischen Kaufmanns Max Emden, habe das Bild auf Druck verkaufen müssen. Da Hans Erich Emden jedoch beim Verkauf über «ein beträchtliches Vermögen verfügte, er das Bild also nicht aus einer Notlage heraus abtreten musste», kam es bisher zu keiner Restitution des Gemäldes. Eine Anzahl weiterer Bilder hat eine ungeklärte Provenienz, es kann sich bei ihnen ebenfalls um Raubkunst oder Fluchtgut handeln. Provenienzforscherin Laurie A. Stein arbeitet für die Stiftung seit 2002.
Philipp Meier urteilte im September 2020 im Feuilleton der Neuen Zürcher Zeitung, die Stiftung Bührle habe «die Provenienz der Sammlungsbestände unter Beizug externer Fachleute längst vorbildlich und transparent aufgearbeitet […]». Per 15. Dezember 2021 legte der Direktor der Bührle-Stiftung Lukas Gloor seinen Abschlussbericht zur Provenienzforschung zu den Kunstwerken der Sammlung vor. Die Provenienzrecherche der Stiftung Sammlung E. G. Bührle wurde zwar von Raphael Gross, Präsident des Deutschen Historischen Museums Berlin, ausdrücklich gelobt, zugleich wies er jedoch auf «gravierende Unzulänglichkeiten» hin. Gross war von Stadt und Kanton Zürich sowie der Zürcher Kunstgesellschaft als der Trägerin des Kunsthauses beauftragt worden, die Provenienzforschung der Bührle-Stiftung zu evaluieren. Er und sein Team hatten im Juni 2024 nach einem Jahr Forschungsarbeit einen 167-seitigen Bericht veröffentlicht, der im Wesentlichen folgende Ergebnisse enthält: 90 Werke der Stiftung müssten neu untersucht werden, da ein Fehlen auf Hinweise beim Besitzerwechsel nicht automatisch als unproblematische Herkunft gelten könne. Des Weiteren hatte das Team um Gross die Herkunft von fünf Gemälden genauer untersucht und hierbei neue Erkenntnisse gewonnen, die bisher nicht in den Provenienzen aufgeführt waren. Zudem schlussfolgert der Bericht, dass bei 62 Werken mit jüdischem Vorbesitz im Zeitraum 1933–1945 noch weitere Forschungsleistung zu erbringen sei, bevor abschliessend Beurteilungen möglich seien. Insgesamt soll laut Gross die Provenienzforschung weitergeführt werden. Hierzu sei ein «fachlich und biografisch möglichst multiperspektivisches» Expertengremium zu bilden, das dann ein Prüfschema entwickeln solle. Abschliessend empfiehlt Gross, eine Debatte darüber zu führen, ob die Bezeichnung «Sammlung Emil Bührle» im Kunsthaus eine Nobilitierung seines Namens bedeute und ob dies – angesichts der Rolle Bührles im Zweiten Weltkrieg – für eine öffentliche Einrichtung «mit ihrer moralisch-ethischen Haltung in Übereinstimmung» zu bringen sei. Zum Ende seines Berichtes warf Gross in Bezug auf die Werke der Bührle-Stiftung die Frage auf, «warum Bührles Geschichte nun ausgerechnet anhand eines Teils seiner über 600 Werke umfassenden Sammlung, hervorgegangen aus seiner Sammlertätigkeit in den Jahren 1936 bis 1956, erzählt werden soll. Gehört diese Geschichte nicht eigentlich in ein Geschichtsmuseum – etwa in das Schweizerische Nationalmuseum?» Ergänzend führte er aus: «Dort könnte man – beispielsweise anhand von Kopien der über 600 Gemälde – die Geschichte Emil Bührles, sein Verhältnis zum Holocaust und zur Schweiz sowie das Schicksal der weit über hundert jüdischen Vorbesitzer*innen der gesammelten Werke thematisieren.» Gross stellte seinen Bericht zusammen mit Felix Uhlmann an einer Pressekonferenz am 28. Juni 2024 vor. Deutlich wiesen darauf Christoph Heim und Guido Magnaguagno auf Gross’ «vernichtende» Kritik hin.
Bereits im Abschlussbericht zur Provenienzforschung von Lukas Gloor von 2021 waren fünf Werke aufgeführt, die in der Schweiz zwischen 1937 und 1944 gehandelt wurden und als «Fluchtgut» gemäss der Definition des Bergier-Berichts gelten. Am 14. Juni 2024 erklärte die Stiftung Bührle, dass sie diese fünf Bilder der Sammlung aus der Ausstellung im Erweiterungsbau des Kunsthauses Zürich entfernen lasse und bestrebt sei, «für diese Werke, den ‹Best Practices› folgend, nach einer fairen und gerechten Lösung mit den Rechtsnachfolgern der ehemaligen Besitzer zu suchen». Hierzu gehörten aus der Sammlung von Walter Feilchenfeldt die Bilder Georges-Henri Manuel von Henri de Toulouse-Lautrec und Der alte Turm von Vincent van Gogh, aus der Sammlung Lisbeth Malek-Ullstein das Gemälde Der Bildhauer Louis-Joseph Leboeuf von Gustave Courbet, aus der Sammlung Franz Ullstein Monets Garten in Giverny von Claude Monet und aus der Sammlung Richard Semmel das Werk Die Strasse von Paul Gauguin. Bereits 2021 hatte sich Walter Feilchenfeldt junior, Sohn eines Vorbesitzers, zur möglichen Restitution eines Kunstwerks aus dem vormaligen Besitz der Familie geäussert und erklärte: «Ich fände es aber völlig unmoralisch, das Bild zurückzufordern.» Er betonte, dass seine Eltern Bührle dankbar gewesen seien: «Das erhaltene Geld war für meine Eltern von existenzieller Bedeutung.» Zudem hob er hervor: «Das war ein rechtmässiger Verkauf, Bührle hat einen korrekten Preis bezahlt.» Feilchenfeldt geht davon aus, dass dies auch in den meisten anderen Fällen der Fall gewesen sei.
Zudem kündigte die Bührle-Stiftung 2024 an, für das Bild La Sultane von Édouard Manet aus dem Besitz von Max Silberberg eine symbolische Entschädigung leisten zu wollen. Die Bührle-Stiftung erklärte am 23. April 2025 eine Vergleichslösung mit der Vertreterin der Erben, dem Gerta Silberberg Discretionary Trust, getroffen zu haben. Demnach bleibt das Gemälde im Eigentum der Bührle-Stiftung und kann weiterhin im Kunsthaus Zürich gezeigt werden. Über die weiteren Details der Vergleichslösung ist Stillschweigen vereinbart worden. Am 24. Juni 2025 gab die Stiftung bekannt, sich in ähnlicher Weise mit den Rechtsnachfolgern von Richard Semmel geeinigt zu haben. Nach einer Entschädigungszahlung in unbekannter Höhe verbleibt demnach das Gemälde Die Strasse von Paul Gauguin im Besitz der Stiftung Bührle.

Kunstwerke, die durch die Stiftung aus der Ausstellung entfernt wurden oder für die es eine Vereinbarung zur monetären Entschädigung gibt
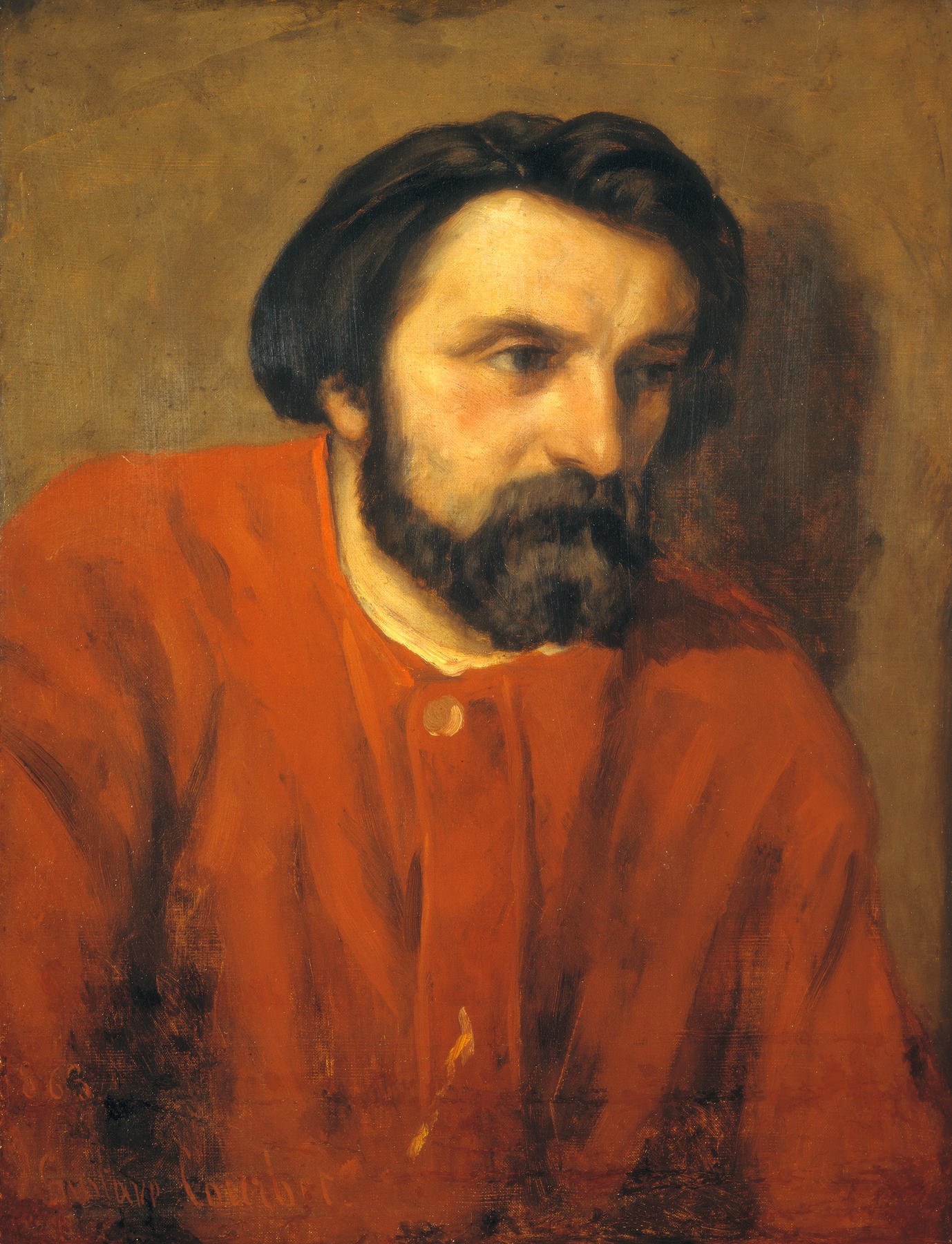
Gustave Courbet: Der Bildhauer Louis-Joseph Leboeuf, 1863, aus der Sammlung Lisbeth Malek-Ullstein
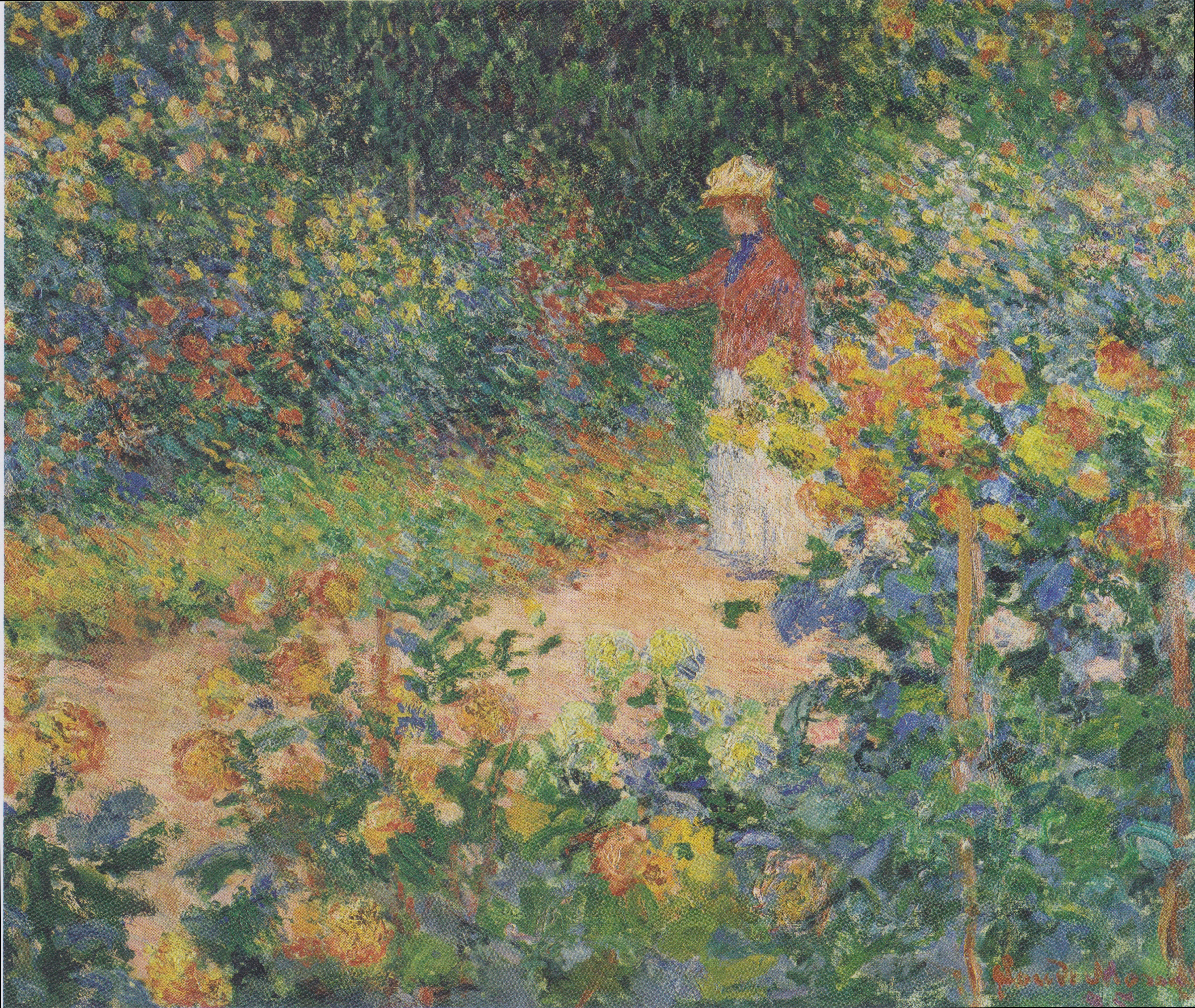
Claude Monet: Monets Garten in Giverny, 1895, aus der Sammlung Franz Ullstein
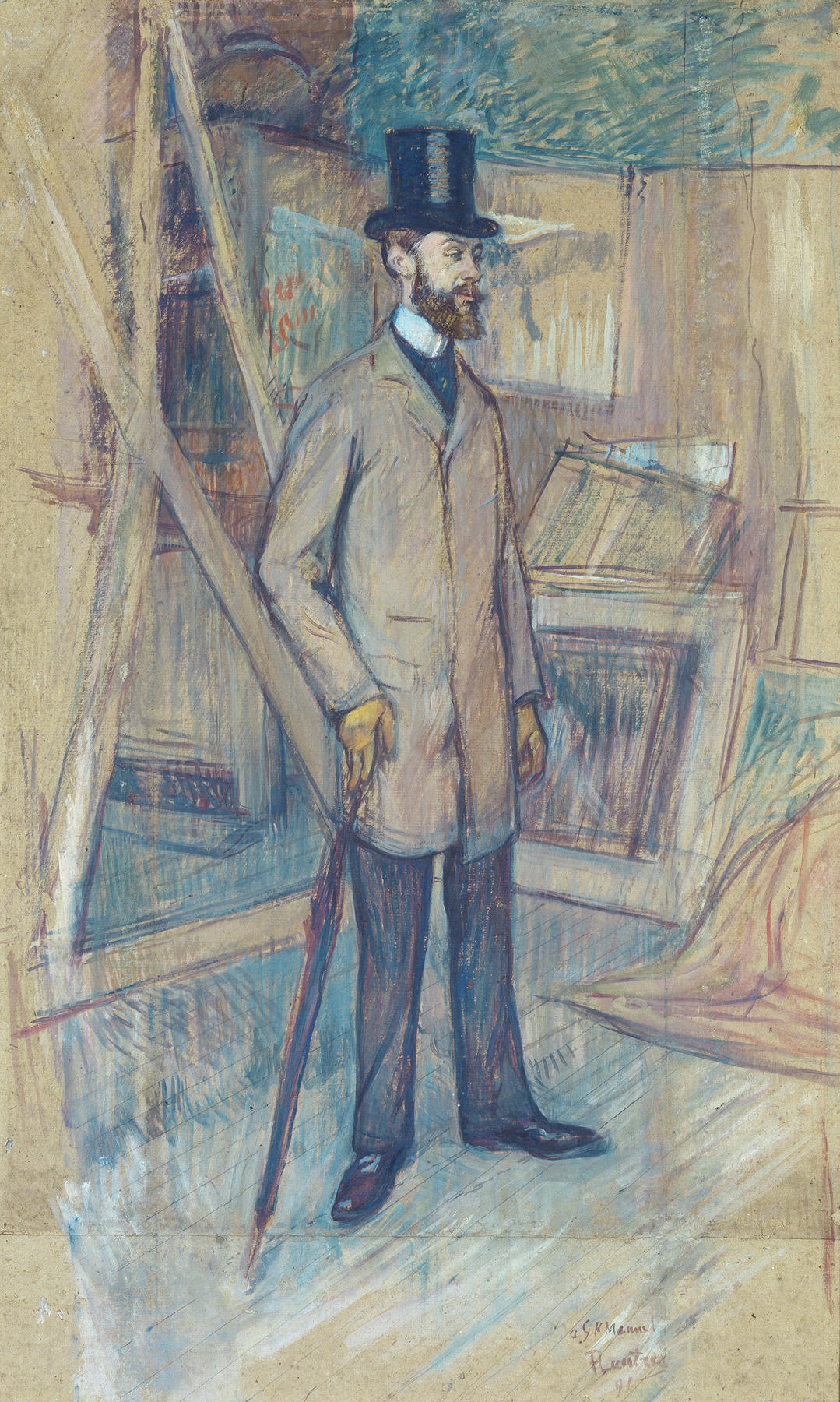
Henri de Toulouse-Lautrec: Georges-Henri Manuel, 1891, aus der Sammlung Walter Feilchenfeldt
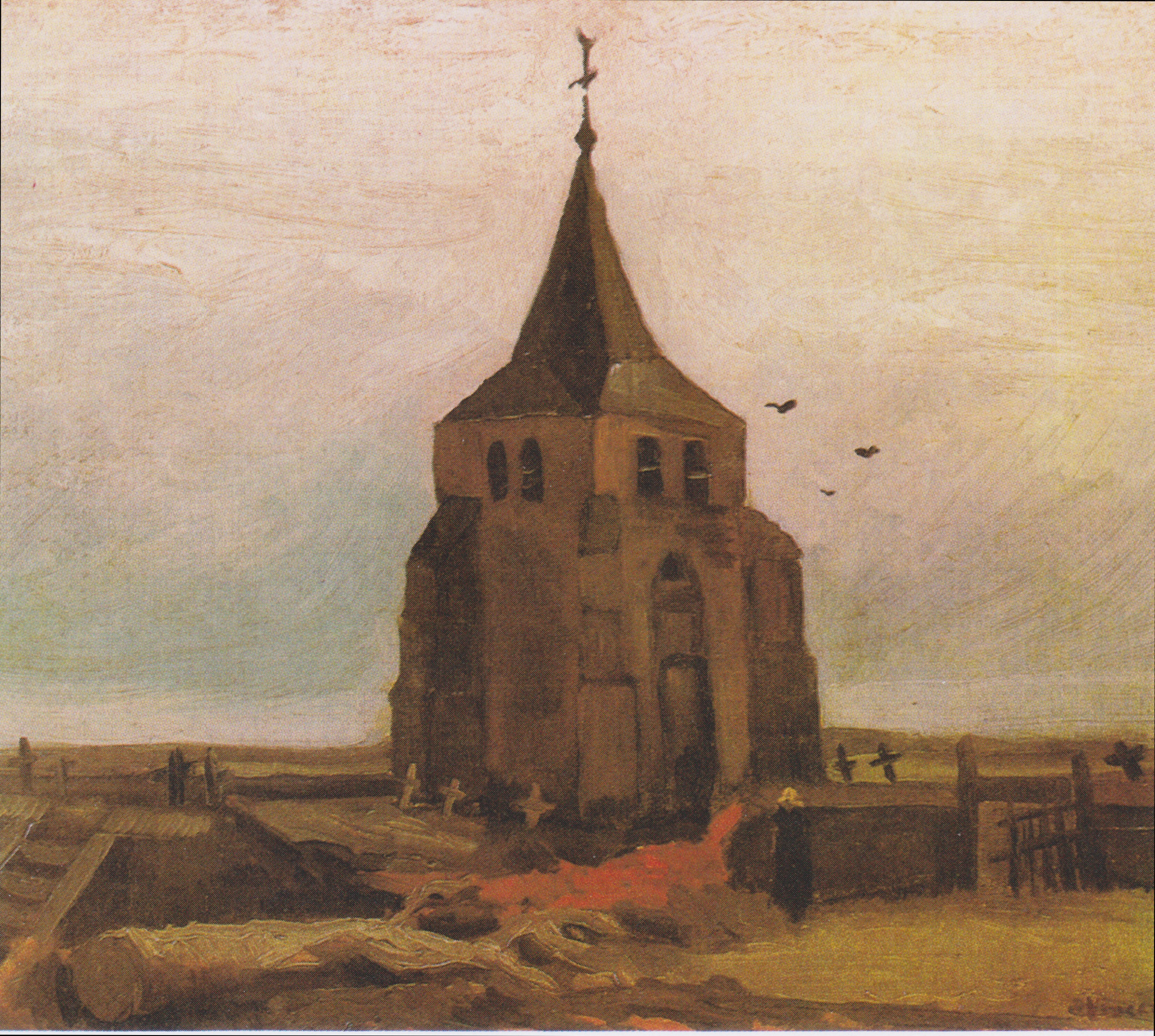
Vincent van Gogh: Der alte Turm, 1884, aus der Sammlung Walter Feilchenfeldt
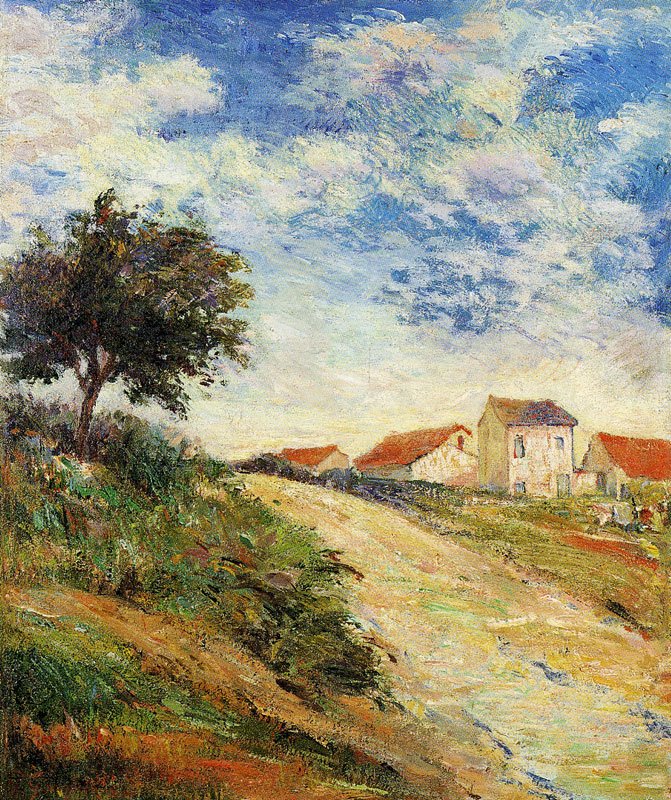
Paul Gauguin: Die Strasse, 1884, aus der Sammlung Richard Semmel
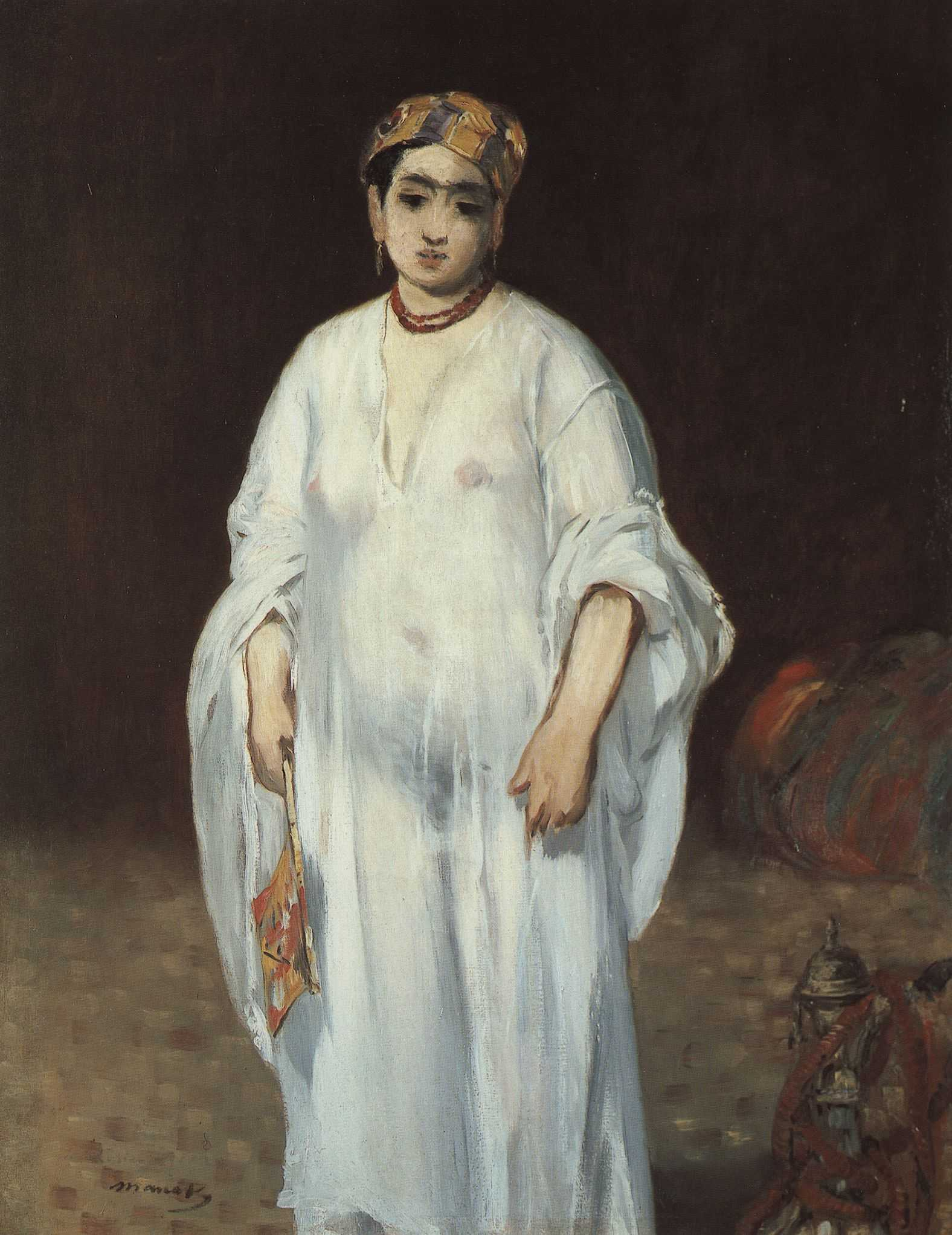
Édouard Manet: La Sultane, um 1871, aus der Sammlung Max Silberberg

Am 26. Mai 2025 gab das Kunsthaus Zürich bekannt, dass der Trägerverein Zürcher Kunstgesellschaft und die Bührle-Stiftung Leitlinien zur Zusammenarbeit vereinbart haben. Darin verpflichtet sich die Zürcher Kunstgesellschaft zur vertiefenden Provenienzforschung zu den Werke der Bührle-Stiftung. In einem Zeitraum von fünf Jahren sollen die Werke aufbauend auf den bisherigen Forschungen und gemäß den Empfehlungen von Raphael Gross nach den Standards der Zürcher Kunstgesellschaft kategorisiert werden und bei entsprechender Priorisierung bei verschiedenen Werken eine erweiterte Forschung erfolgen. Die Bührle-Stiftung verpflichtet sich im Gegenzug bei begründeten Hinweisen auf NS-verfolgungsbedingten Entzug der Werke, jeweils eine faire und gerechte Lösung mit den Rechtsnachfolgern der ehemaligen Besitzer zu vereinbaren. Zudem soll die Ausstellung der Bührle-Stiftung im Kunsthaus Zürich zukünftig in drei Bereiche unterteilt werden. Demnach soll ein Bereich die jüdischen Sammler und ihr Engagement für die moderne Malerei würdigen, ein weiterer Bereich soll sich mit der Person Emil Bührle und seine Verbindung zum Kunsthaus Zürich auseinandersetzen und der dritte Teil wird sich den Kunstwerke der Sammlung widmen, wobei hier die kunsthistorischen Aspekte im Vordergrund stehen sollen. Für die Umsetzung der Empfehlungen des Gross-Berichtes hat die Kunstgesellschaft zusätzliche drei Millionen Franken bei der Stadt Zürich beantragt.